# Richmond-Petersburgveldtocht
Het Beleg van Petersburg vond plaats tussen 9 juni 1864 en 25 maart 1865 in en rond Petersburg, Virginia tijdens de Amerikaanse Burgeroorlog. Hoewel deze reeks van veldslagen bekend is onder de naam Beleg van Petersburg was het niet een klassieke belegering waarbij de volledige stad omsingeld en afgesloten was van de buitenwereld. Het was evenmin enkel en alleen rond de stad dat de confrontaties plaatsvonden. De veldtocht was een negen maanden durende loopgravenoorlog waarin de Noordelijke troepen, aangevoerd door luitenant-generaal Ulysses S. Grant, in eerste instantie de stad probeerden in te nemen. Na deze mislukking werden er uiteindelijk meer dan 45 kilometer aan loopgraven aangelegd. Petersburg was een cruciaal bevoorradingspunt voor het Zuidelijke leger van generaal Robert E. Lee en de Zuidelijke hoofdstad Richmond. Er vonden verschillende raids en gevechten plaats om de strategische spoorlijnen af te snijden. Hierdoor moesten de Zuidelijken hun loopgraven verder uitbreiden. Dit resulteerde in een overbelasting van hun toch al verzwakte leger.
In april 1865 liet Lee de verdediging van Petersburg en Richmond voor wat het was en trok zich leger terug. Dit resulteerde in de Appomattoxveldtocht en de uiteindelijke nederlaag van het Zuidelijke leger na de Slag bij Appomattox Courthouse. Het beleg van Petersburg was een voorbode van de loopgravenoorlog van de Eerste Wereldoorlog.

## Achtergrond

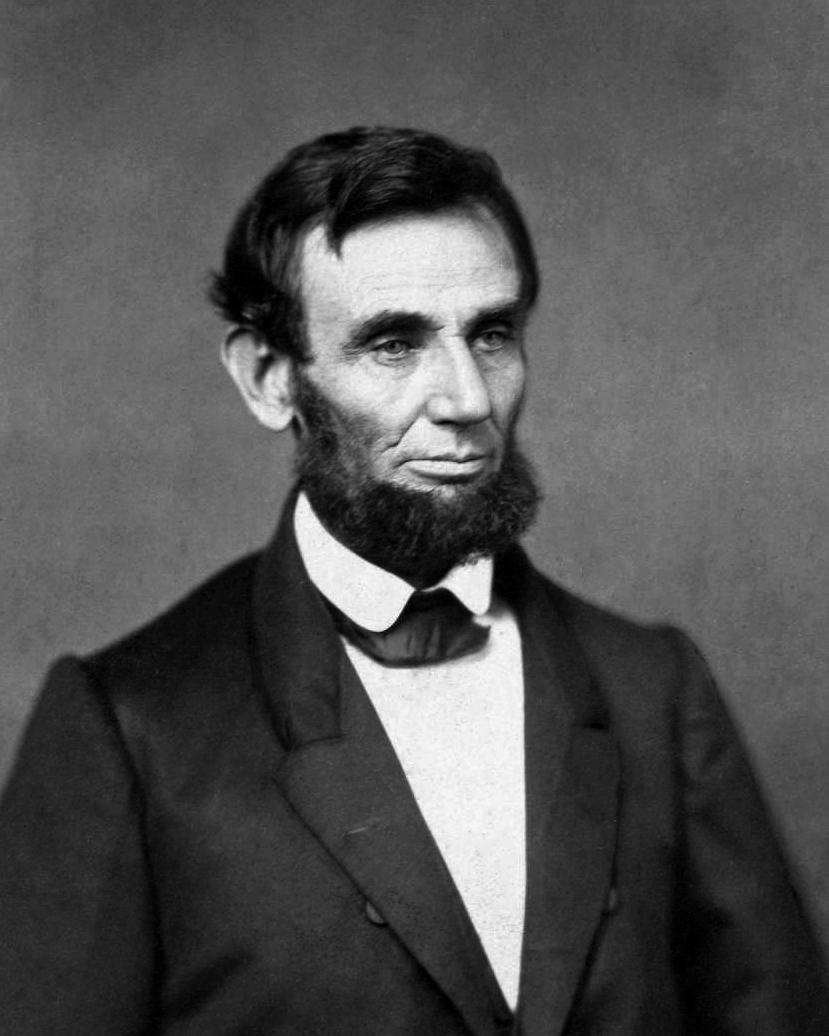
President Abraham Lincoln

In maart 1864 werd Ulysses S. Grant gepromoveerd tot luitenant-generaal. Hij kreeg hierbij het opperbevel over de Noordelijke legers. Hij ontwikkelde een strategie waarbij alle veldtochten gecoördineerd werden door Grant zelf. Hierbij werd de druk op de Zuidelijke tegenstander vanuit verschillende richtingen tegelijkertijd opgevoerd. Dit was een strategie die enthousiast ondersteund werd door president Abraham Lincoln. Grant benoemde generaal-majoor William T. Sherman tot bevelhebber van de Noordelijke legers aan het westelijk front. Grant verplaatste zijn hoofdkwartier naar het Army of the Potomac aan het oostelijk front in Virginia. Daar wou hij het Zuidelijke leger van Robert E. Lee tot een beslissende slag dwingen om zo een einde te maken aan de oorlog. Zijn tweede doel was de inname van de vijandelijke hoofdstad Richmond. Grant was vrijwel zeker dat, als Lee verslagen werd, dat Richmond dan automatisch zou vallen. Grants plan bestond uit een gecoördineerde aanval van het Army of the Potomac vanuit het noorden, terwijl generaal-majoor Benjamin Butler naar Richmond zou oprukken vanuit zuidoostelijke richting. Ondertussen diende generaal-majoor Franz Sigel de Shenandoahvallei onder controle te krijgen. Aan het westelijke front viel Sherman Georgia binnen om enerzijds generaal Joseph E. Johnston te verslaan en anderzijds Atlanta in te nemen. De generaals George Crook en William W. Averell moesten de spoorwegen in West Virginia aanvallen, terwijl generaal-majoor Nathaniel P. Banks Mobile, Alabama zou innemen.
De meeste opdrachten mislukten. Dit was meestal het gevolg van het feit dat de aangeduide generaals meer uit politieke dan uit puur militaire overwegingen de opdracht toegewezen kregen. Butlers Army of the James werd met succes tegengehouden door de numeriek zwakkere troepen van generaal P.G.T. Beauregard tijdens de Bermuda Hundred-veldtocht. Sigel werd overtuigend verslagen in de Slag bij New Market in mei en werd onmiddellijk vervangen door generaal-majoor David Hunter. Banks had zijn handen vol met de Red Riverveldtocht en kon niet oprukken naar Mobile. Crook en Averell slaagden er wel in om de spoorweg tussen Virginia en Tennessee te vernietigen. Ook de opmars van Sherman was een succes, hoewel het tot in de herfst duurde voor hij Atlanta bereikte.
Op 4 mei stak Grant en Meades leger de Rapidan over en betraden ze het gebied dat bekendstond als de Wilderness in Spotsylvania County. Dit was het startschot van de zes weken durende Overlandveldtocht. In de bloedige maar tactische onbesliste slagen van de Wildernis en Spotsylvania Court House slaagde Grant er niet in om Lees leger beslissend te verslaan. In tegenstelling tot zijn voorgangers trok hij zich echter niet terug om zijn wonden te likken, maar zette hij door. Hij dirigeerde het Army of the Potomac telkens opnieuw in zuidoostelijk richting om het Zuidelijke leger te flankeren. Dit plaatste Lee in het defensief. Grant spendeerde de rest van de maand mei met het manoeuvreren van zijn leger terwijl ze kleinere veldslagen uitvochten om Lees leger in een open veldslag te lokken. Grant wist dat zijn numeriek sterker leger en de voortdurende versterkingen uit het Noorden een uitputtingsoorlog aankonden, toch in ieder geval beter dan het Zuidelijke leger onder Lee. Deze theorie werd uitgetest in de Slag bij Cold Harbor (31 mei tot 12 juni) waar beide legers opnieuw tegenover elkaar stonden in de omgeving van Mechanicsville, Virginia. Grant opteerde voor een frontale aanval op de Zuidelijke versterkte stellingen op 3 juni. De aanval werd afgeslagen met zware verliezen. Hierdoor kreeg Grant de bijnaam “de slachter” die hem werd gegeven door de Noordelijke kranten. Hoewel de Noordelijken zware verliezen leden tijdens de veldtocht, ongeveer 50.000 soldaten of 41% van het totaal, had Lee procentueel gezien nog zwaardere verliezen geleden. De Zuidelijken hadden 32.000 soldaten verloren ofwel 46% van het effectief. Dit waren verliezen die de Zuidelijken onmogelijk konden vervangen.

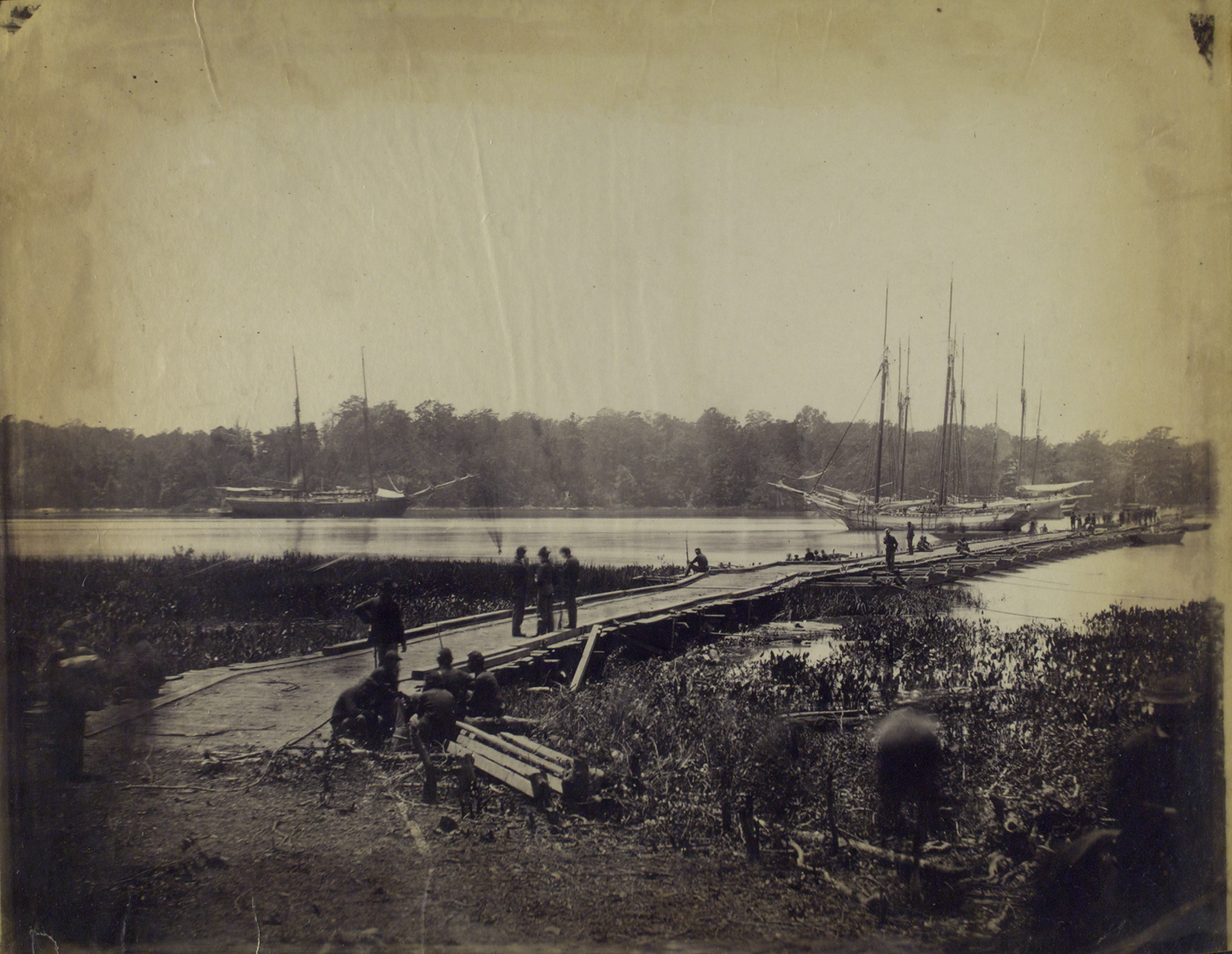
De Pontonbrug over de Jamesrivier

Tijdens de nacht van 12 juni voerde Grant opnieuw zijn flankeerbeweging uit. Hij liet zijn leger oprukken naar de Jamesrivier. Zijn plan was om de oversteek te maken waarbij hij Richmond links liet liggen en Petersburg als doel had. Deze stad was een belangrijk spoorwegknooppunt en van strategisch belang voor de bevoorrading van zowel Richmond als het leger van Lee. Lee vermoedde niets van Grants intenties. Ondertussen bouwde het Noordelijke leger een pontonbrug van 640 meter lang over de James, waarlangs het Noordelijke leger tussen 14 juni en 18 juni de rivier overstak. Het enige dat Lee het meest vreesde, was dat Grant hem in een verdediging van Richmond zelf zou dwingen. Dit stond nu te gebeuren. Petersburg, een stad met 18.000 inwoners, was een belangrijk knooppunt voor de bevoorrading van de Zuidelijke hoofdstad. De stad lag ten zuiden van Richmond, lag langs de Appomattoxrivier en was een spoorwegknooppunt van vijf spoorwegen. Indien de Noordelijken deze stad konden innemen, kon Lee onmogelijk de Zuidelijke hoofdstad verdedigen. De originele strategie van de Overlandveldtocht waarbij het verslaan van Lees leger het hoofddoel was, werd nu aangepast. Grant koos nu een strategisch-politieke locatie om Lees leger vast te pinnen en uit te hongeren. Lee dacht initieel dat Grants hoofddoel Richmond was en stuurde slechts een minderheid van de Zuidelijke troepen onder leiding van P.G.T. Beauregard om Petersburg te verdedigen.

## Samenstelling van de legers
Grants strijdmacht was veel groter dan die van Lee tijdens de veldtocht: bij het begin van de gevechten stonden 15.000 Noordelijken tegenover 5.400 Zuidelijken. Tegen 18 juni telden de Noordelijken 67.000 soldaten die tegenover 20.000 Zuidelijken stonden. Rond 15 juli namen 70.000 Noordelijke soldaten het op tegen 36.000 Zuidelijken bij Petersburg en 40.000 Noordelijken tegenover 21.000 Zuidelijken bij Richmond. Ondanks de zware verliezen kon het Noordelijke leger zijn rangen snel aanvullen met garnizoenstroepen van Washington D.C. en Afro-Amerikaanse eenheden. Tegen het einde van het beleg had Grant 125.000 manschappen tot zijn beschikking. Het Zuidelijke leger daarentegen had de grootste moeite om de verliezen te compenseren. Door het tekort aan soldaten stonden tijdens de loopgravenoorlog twee soldaten soms op vijf meter afstand van elkaar.

### Noordelijken
Bij het begin van de veldtocht bestond Grants strijdmacht uit het Army of the Potomac, onder leiding van generaal-majoor George G. Meade, en het Army of the James, onder leiding van generaal-majoor Benjamin Butler.
Het Army of the Potomac bestond uit:
- II Corps onder leiding van generaal-majoor Winfield S. Hancock, bestaande uit de divisies van generaal-majoors David B. Birney en John Gibbon en brigadegeneraal Francis C. Barlow.
- V Corps onder leiding van generaal-majoor Gouverneur K. Warren bestaande uit de divisies van de brigadegeneraals Charles Griffin, Romeyn B. Ayres, Samuel W. Crawford en Lysander Cutler.
- VI Corps onder leiding van generaal-majoor Horatio G. Wright bestaande uit de divisies van de brigadegeneraals David A. Russell, Thomas H. Neill en James B. Ricketts. (Het VI Corps had tussen midden juli en begin december een opdracht in de Shenandoah-vallei.)
- IX Corps onder leiding van generaal-majoor Ambrose Burnside bestaande uit de divisies van de brigadegeneraals James H. Ledlie, Robert B. Potter, Orlando B. Willcox en Edward Ferrero (deze divisies bestonden vrijwel uitsluitend uit Afro-Amerikaanse soldaten). Generaal-majoor John G. Parke verving Burnside na de Slag van de Krater.
- Cavalry Corps onder aanvoering van generaal-majoor Philip H. Sheridan bestaande uit de divisies van de brigadegeneraals Alfred T.A. Torbert, David McM. Gregg en James H. Wilson. Sheridan en het merendeel van zijn divisie hadden tussen juli 1864 en maart 1865 opdrachten in de Shenandoahvallei.

Het Army of the James bestond uit:
- X Corps onder leiding van brigadegeneraal Alfred H. Terry bestaande uit de divisies van de brigadegeneraals Robert S. Foster en Adelbert Ames.
- XVIII Corps onder leiding van generaal-majoor William F. "Baldy" Smith bestaande uit de divisies van de brigadegeneraals William T. H. Brooks, John H. Martindale en Edward W. Hinks
- XXIV Corps onder leiding van generaal-majoor Edward O.C. Ord bestaande uit de divisies van brigadegeneraal Robert S. Foster, generaal-majoor Thomas M. Harris, en brigadegeneraal Charles Devens.
- XXV Corps onder leiding van generaal-majoor Godfrey Weitzel bestaande uit de divisies van de brigadegeneraals Charles J. Paine, William Birney en Edward A. Wild.
- Cavalry Division onder leiding van brigadegeneraal August Kautz.

Op 3 december 1864 werden het X Corps en XVIII Corps, die raciaal gemengd waren, gereorganiseerd in een exclusief blank korps (XXIV Corps) en een exclusief Afro-Amerikaans korps (XXV Corps) uitgezonderd de officieren.

### Zuidelijken
Lees Zuidelijke strijdkrachten bestond uit zijn eigen Army of Northern Virginia aangevuld met 10.000 soldaten onder leiding van P.G.T. Beauregard, die instond voor de verdediging van Richmond. Veel van de soldaten onder leiding van Beauregard waren ofwel te jong ofwel te oud om dienst te doen in Lees leger. Ook waren er verschillende soldaten die afgekeurd waren na opgelopen verwondingen om terug in actieve velddienst ingezet te worden.
Het Army of Northern Virginia was initieel ingedeeld in vier korpsen:
- First Corps onder leiding van luitenant-generaal Richard H. Anderson bestaande uit de divisies van de generaal-majoors George E. Pickett, Charles W. Field en Joseph B. Kershaw. Luitenant-generaal James Longstreet kwam terug uit ziekteverlof en hernam het commando van het korps op 19 oktober. Hierop kreeg Anderson het bevel van het nieuwe Fourth Corps bestaande uit de divisie van generaal-majoor Bushrod R. Johnson.
- Second Corps onder leiding van luitenant-generaal Jubal A. Early werd op 12 juni gedetacheerd voor een operatie in de Shenandoahvallei en speelde geen rol in de verdediging van Petersburg.
- Third Corps onder leiding van luitenant-generaal A.P. Hill bestaande uit de divisies van de generaal-majoors Henry Heth en Cadmus M. Wilcox en brigadegeneraal William Mahone.
- Cavalry Corps onder leiding van generaal-majoor Wade Hampton bestaande uit de divisies van de generaal-majoors Fitzhugh Lee en W.H.F. "Rooney" Lee.

Beauregards Department of North Carolina and Southern Virginia bestond uit vier onderbemande divisies die aangevoerd werden de generaal-majoors Robert Ransom, Jr., Robert F. Hoke en William H. C. Whiting en brigadegeneraal Alfred H. Colquitt. Later werd Beauregards departement gereorganiseerd en uitgebreid met de divisies van de generaal-majoors Robert Hoke and Bushrod Johnson.

## Eerste pogingen om Petersburg in te nemen

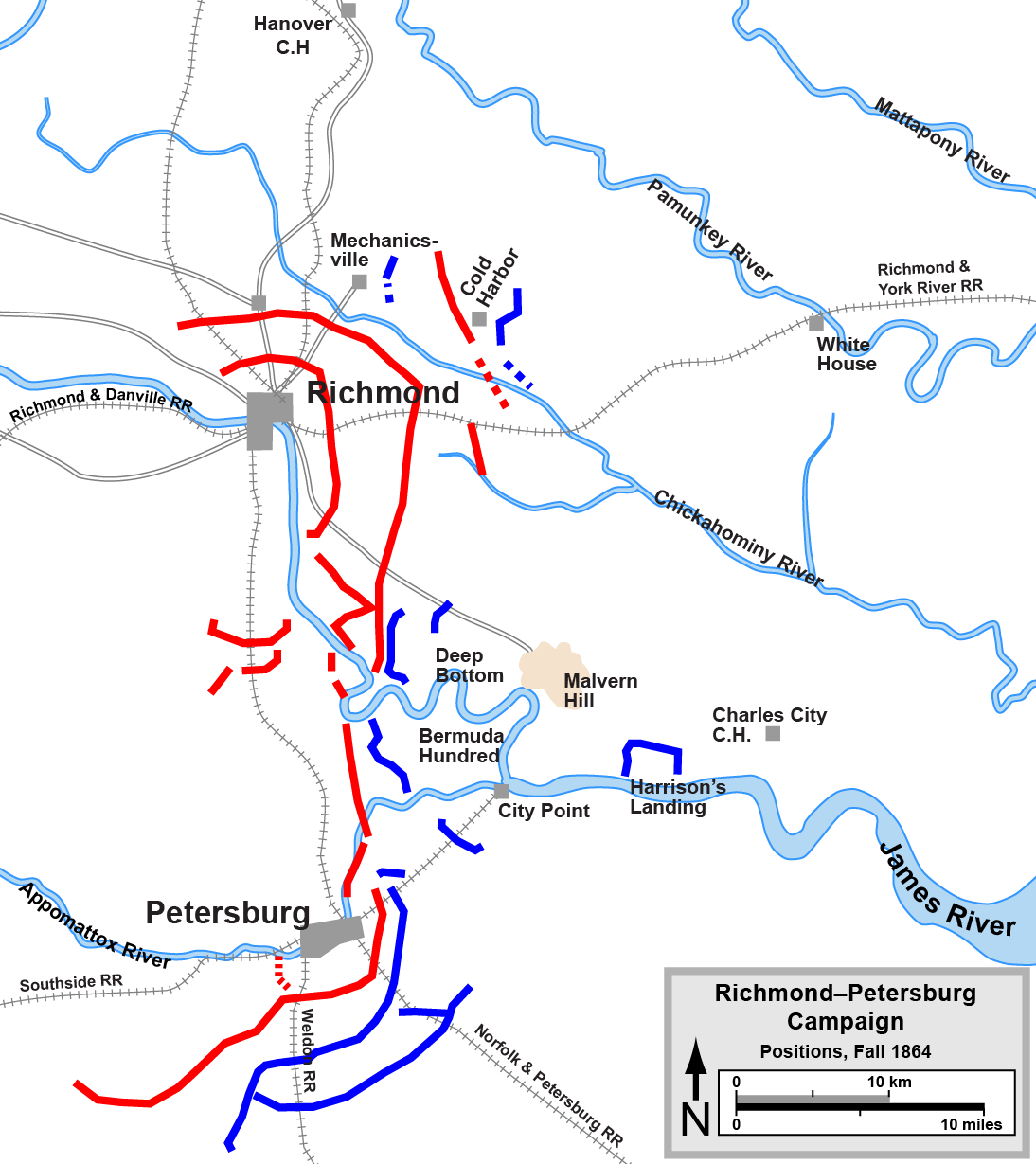
Stand van zaken in de herfst van 1864 rond Richmond en Petersburg

### DeEerste Slag bij Petersburg9 juni 1864
Terwijl Lee en Grant tegen over elkaar stonden bij Cold Harbor, zag Benjamin Butler dat de Zuidelijken versterkingen in noordelijke richting stuurden. Dit betekende dat de verdediging rond Petersburg zwakker werd. Niet tevreden na zijn mislukking in de Bermuda Hundred-veldtocht zocht Butler een overwinning om zijn leiderschap te bewijzen.
Petersburg zelf werd beschermd door een reeks van versterkte linies. De buitenste linie had de naam Dimmocklinie meegekregen. Het was een linie van 15 kilometer lang met 55 redoutes die ten oosten van de stad lagen. De 2.500 Zuidelijke soldaten die deze linie verdedigden werden aangevoerd door brigadegeneraal Henry A. Wise. Ondanks de vele versterkingen kon de vijandelijke cavalerie toch gemakkelijk de linie doorbreken omdat het terrein zeer heuvelachtig was.
Butler stelde zijn plan voor in de namiddag van 8 juni 1864. 4.500 soldaten, verdeeld in drie colonnes, zouden de Appomattox oversteken en de vijandelijke linie bestormen. De eerste en de tweede colonne bestonden uit infanterie onder leiding van generaal-majoor Quincy A. Gillmores X Corps en Afro-Amerikaanse troepen van brigadegeneraal Edward W. Hinks derde divisie van het XVIII Corps. Zij dienden de Dimmocklinie ten oosten van de stad aan te vallen. De derde colonne bestond uit 1.300 cavaleristen onder leiding van brigadegeneraal August Kautz die Petersburg vanuit zuidoostelijk hoed dienden te benaderen. In de nacht van 8 op 9 juni vertrokken de verschillende colonnes. Ze vorderden echter zeer langzaam. Uiteindelijk stak de infanterie rond 03.40 uur de rivier over. Tegen 07.00 uur verschenen Gillmore en Hinks voor de vijandelijke stellingen, maar deden verder niets. Ze dienden te wachten tot de cavalerie in actie kwam.
De cavalerie arriveerde maar tegen de middag nadat ze voortdurend vertraagd werd door vijandelijke voorposten. Ze vielen de Dimmocklinie aan op het punt waar de stellingen kruisen met de Jerusalem Plank Road. Daar lag de Zuidelijke batterij 27, ook gekend als Rives’s Salient, die bemand werd door 150 militiesoldaten onder leiding van majoor Fletcher H. Archer. Kautz voerde eerst een verkennende aanval uit, waarna hij even pauzeerde. Hij liet de hoofdaanval uitvoeren door het 11th Pennsylvania Cavalry tegen de Homeguard. Deze bestond uit tieners, oudere soldaten en lichtgewonden. De Homeguard trok zich terug naar de stad met zware verliezen. Op dit moment arriveerden er versterkingen van Richmond om de Noordelijke aanval te stuiten. Kautz trok zich hierop terug, omdat hij geen beweging zag vanuit Gillmores zijde. De Zuidelijken verloren 80 soldaten tegenover 40 Noordelijken. Bulter was woedend op Gillmores terughoudendheid en arresteerde hem ter plaatse. Gillmore verzocht om gehoord te werden. Deze hoorzitting vond echter nooit plaats. Later zou Grant hem een andere functie geven. Over het incident werd nooit meer gesproken.

### DeTweede Slag bij Petersburg15 junitot18 juni1864

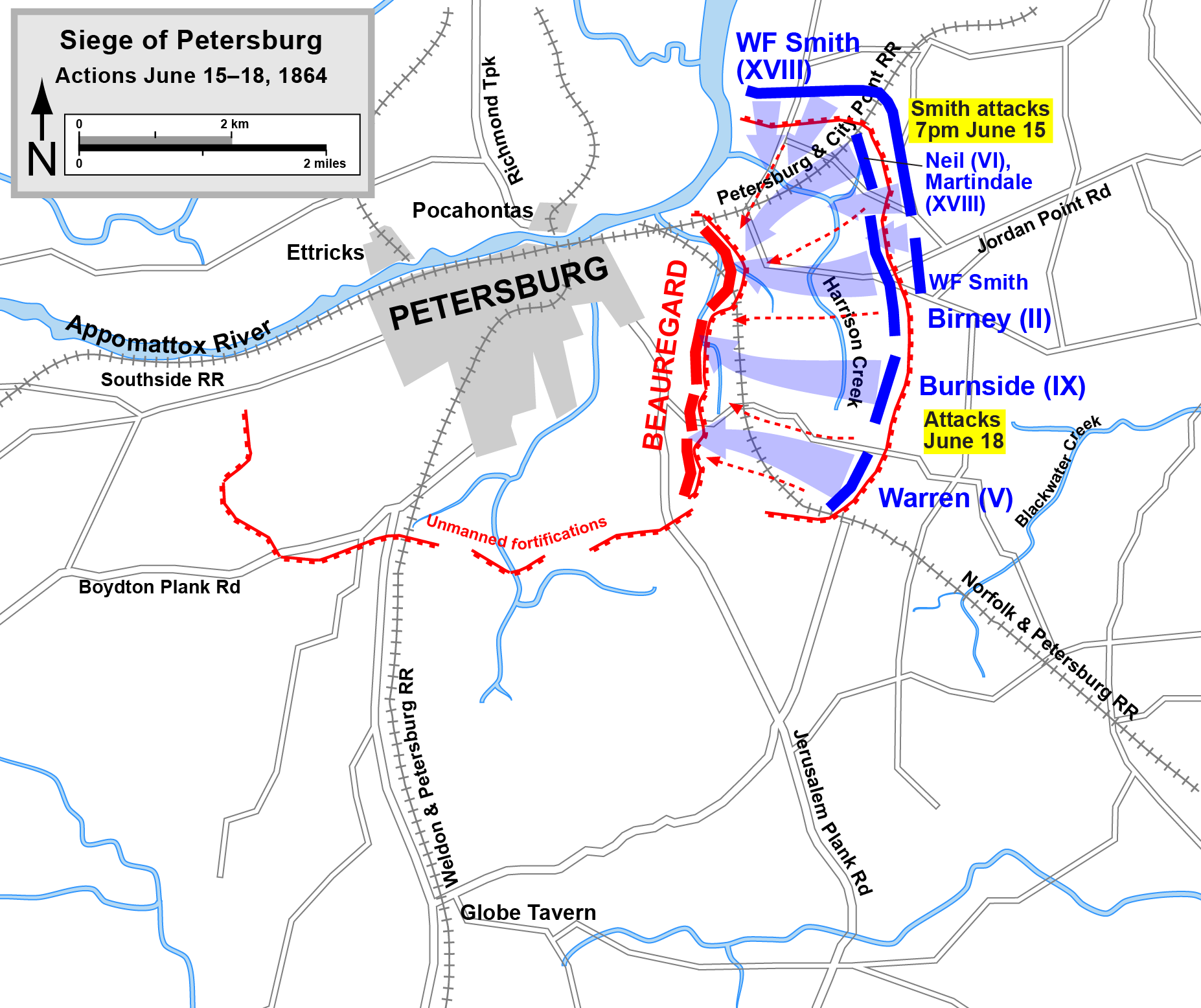
Beleg van Petersburg. Aanvallen op 15 tot 18 juni 1864

Op 14 juni verplaatste Grant Butlers Army of the James om het XVIII Corps van brigadegeneraal William Farrar Smith aan te vullen tot een sterkte van 16.000 soldaten, waaronder ook de cavalerie van Kautz. Grant liet hun dezelfde marsroute gebruiken als die van 9 juni. Omdat Beauregard onvoldoende soldaten had om de volledige Dimmocklinie te verdedigen, concentreerde hij zijn 2.200 soldaten in de noordoostelijke sector. Deze eenheden werden aangevoerd door brigadegeneraal Henry A. Wise. 3.200 soldaten stonden nog altijd gericht naar de Noordelijke stellingen bij Bermuda Hundred.
Smith en zijn soldaten staken de Appomattox over kort na zonsopgang op 15 juni. Kautz’ cavalerie vormde de voorhoede. Ze botsten op een onbekende voorpost bij Baylor’s farm ten noordoosten van Petersburg. Brigadegeneraal Edward W. Hinks voerde twee aanvallen uit en veroverde een vuurmond op de Zuidelijken. Hierdoor werd de algemene opmars vertraagd tot in de vroege namiddag. Smith wachtte tot 19.00 uur om zijn aanval in te zetten. Zijn soldaten rukten op over een front van 5,6 km breed. Hierdoor werden de Zuidelijken gedwongen zich terug te trekken naar een minder sterke verdedigingslinie bij Harrison’s Creek. Ondanks dit initieel succes en het vooruitzicht op een vrijwel onverdedigde stad, besliste Smith om te wachten tot de volgende ochtend om de opmars verder te zetten. Ondertussen was de bevelhebber van het Noordelijke II Corps, generaal-majoor Winfield S. Hancock, aangekomen in het hoofdkwartier van Smith. De van nature strijdlustige Hancock was echter niet zeker van zijn bevelen en waar de verschillende eenheden zich bevonden en sloot zich aan bij de inzichten van Smith.
Beauregard zou later schrijven dat op dit uur de stad duidelijk voor het grijpen lag. Hij maakte dankbaar gebruik van de hem gegeven extra tijd. Omdat hij geen antwoord kreeg van Richmond op zijn dringende smeekbeden, nam hij unilateraal de beslissing om de Howlettlinie te verlaten. Deze linie hield Butlers leger in Bermuda Hundred. Zo kregen de Zuidelijke verdedigers versterking van de divisies van de generaal-majoors Robert Hoke en Bushrod Johnson. Bulter kon op dit moment zijn leger tussen Richmond en Petersburg manoeuvreren, maar opnieuw greep hij deze kans niet.
Tegen de ochtend van 16 juni had Beauregard ongeveer 14.000 manschappen samengetrokken in de defensieve linies. Dit was echter niets vergeleken met de 50.000 Noordelijke soldaten die ze ondertussen tegenover zich hadden. Grant was aangekomen met het IX Corps van generaal-majoor Burnside. Grant stelde orde op zaken en liet onmiddellijk verkenners uitsturen om de zwakke punten in de vijandelijke verdediging te achterhalen. Hancock, tijdelijk bevelhebber van het Army of the Potomac, tot generaal-majoor George G. Meade arriveerde, stelde Smiths XVIII Corps op de rechterflank. Zijn eigen II Corps werd in het centrum opgesteld en het IX Corps van Burnside op de linkerflank. Om 17.30 uur begon Hancocks aanval toen de drie korpsen traag maar gestaag oprukten. Beauregards soldaten boden hevige weerstand. Telkens toen de Noordelijken een doorbraak forceerden, wierpen de Zuidelijken nieuwe borstweringen op. Toen generaal-majoor Meade arriveerde, werd er besloten tot een tweede aanval. Brigadegeneraal Francis C. Barlow leidde zijn divisie naar voren. Hoewel Barlow zijn doelen kon veroveren, werden ze door een tegenaanval teruggedreven. Hierbij verloren ze verschillende soldaten die krijgsgevangen gemaakt werden. De overlevenden groeven zich in tegenover de vijandelijke stellingen.
Op 17 juni voerden de Noordelijken enkele ongecoördineerde aanvallen uit. Op de linkerflank voerden twee brigades van Burnsides IX Corps onder leiding van brigadegeneraal Robert B. Potter een verrassingsaanval uit bij dageraad. Ze veroverden in eerste instantie bijna 1,5 km van de vijandelijke linies. De aanval stokte toen Potters soldaten op een tweede linie botsten. Ook de andere twee aanvallen van het IX Corps door de brigade van brigadegeneraal John F. Hartranft en die van brigadegeneraal James H. Ledlie mislukten.
In de loop van die dag hadden de genisten van Beauregard een nieuwe defensieve linie gebouwd die op ongeveer 1,5 mijl ten westen van de Dimmocklinie lag. Deze werd in gebruik genomen tegen de avond. Robert E. Lee had tot nu toe alle vragen van Beauregard om versterkingen te sturen genegeerd. Nu stuurde hij twee uitgeputte divisies die om 03.00 uur vertrokken op 18 juni. Toen de twee divisies onder leiding van generaal-majoor Joseph B. Kershaw en Charles W. Field arriveerden, telde Beauregards leger nu 20.000 soldaten. Ondertussen hadden de Noordelijken eveneens versterking gekregen met de komst van generaal-majoor Gouverneur K. Warrens IV Corps. De Noordelijken hadden nu 67.000 soldaten samengetrokken.
In de ochtend van 18 juni was Meade furieus op zijn korpsbevelhebbers omdat ze er niet in geslaagd waren om het initiatief te nemen en de vijandelijke stellingen niet hadden veroverd. Hij gaf het bevel aan het volledige leger om de aanval in te zetten tegen de Zuidelijke verdedigingslinies. De eerste aanval begon bij zonsopgang en werd uitgevoerd op de linkerflank door het II en XVIII Corps. De II Corps was verrast door het eigen tempo. Ze wisten echter niet dat de Zuidelijken zich in nieuwe stellingen hadden gevestigd. Toen ze op de nieuwe linie botsten, stokte de aanval onmiddellijk. De Noordelijk soldaten lagen uren aan een stuk onder zwaar vijandelijk vuur.
Tegen de middag diende een tweede aanval plaats te vinden. Ondertussen hadden eenheden van Lees leger de Zuidelijke linies versterkt. Toen de Noordelijken de aanval inzetten, had Lee persoonlijk het bevel op zich genomen. Generaal-majoor Orlando B. Willcoxs divisie van het IX Corps beet de spits af. Het leed echter zware verliezen in de moerassen en velden bij Taylor’s Branch. Warrens V Corps werd gestopt door moordend vuur vanuit de saillant van Rives. Tijdens deze aanval raakte kolonel Joshua Lawrence Chamberlain van het 20ste regiment vrijwillige infanterie van Maine zwaar gewond. Om 18.30 uur beval Meade een derde aanval en die mislukte ook. Het 1e regiment zware artillerie van Maine vocht vooraan en verloor 632 van de 900 soldaten tijdens de aanval.
Er werd tijdens deze vier dagen geen enkel resultaat geboekt. Lincolns herverkiezing kwam eraan en de publieke opinie liet zich steeds meer horen in verband met de zware verliezen. Daarom besliste Meade om zijn leger zich te laten ingraven. Dit was het begin van een tien maanden durend beleg. Tijdens deze vier dagen verloren de Noordelijken 11.386 soldaten tegenover 4.000 Zuidelijken.

## Eerste pogingen om de aanvoerlijnen te onderbreken (21 tot 30 juni 1864)
Na de mislukking om Petersburg in te nemen met stormaanvallen, was Grants eerste doel de onderbreking van de aanvoerlijnen van Petersburg en Richmond. Dit waren de Richmond and Petersburg spoorweg, de South Side spoorweg, de Wilmington Spoorweg
en de enige grote Zuidelijke haven, namelijk die van Wilmington, North Carolina. Grant besloot tot een grote cavalerieraid (Wilson-Kautz Raid) tegen de South Said en Weldon spoorwegen. Hij stuurde ter ondersteuning een aanzienlijke infanterie-eenheid dichter bij de Weldon Spoorweg. Meade duidde hiervoor het II Corps aan, dat voor het ogenblik nog onder het bevel stond van Birney, en het VI Corps van Wright.

### DeSlag bij Jerusalem Plank Road21 junitot23 juni1864

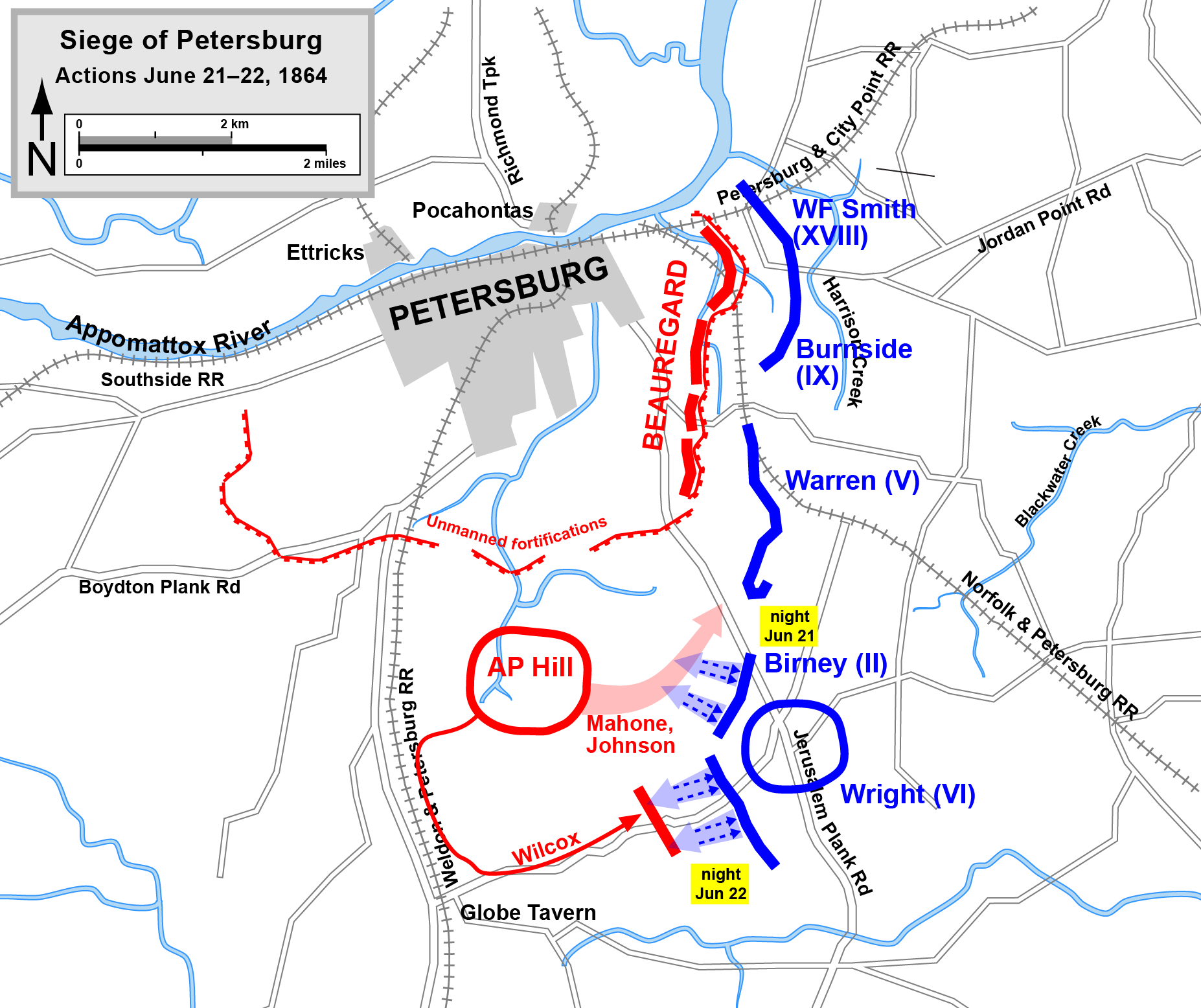
Beleg van Petersburg. Bewegingen tegen de Zuidelijke aanvoerlijnen en A.P. Hills tegenaanval op 21 en 22 juni

Op 21 juni verkenden eenheden van het II Corps het gebied naar de spoorweg toe en vochten schermutselingen uit met eenheden van Zuidelijke cavalerie. Op 22 juni rukten het II en VI Corps op. Het VI Corps botste op tegenstand van generaal-majoor Cadmus M. Wilcox’ divisie van luitenant-generaal A.P. Hills korps. In plaats van verder op te rukken, hield het II Corps halt en begon zich in te graven. Hierdoor ontstond een gat tussen beide Noordelijke korpsen. Dit werd opgemerkt door de Zuidelijke brigadegeneraal William Mahone. Mahone was voor de oorlog een spoorwegingenieur en had gewerkt aan de spoorwegen ten zuiden van Petersburg. Hij kende dus het terrein als zijn broekzak en wist van het bestaan van een ravijn die kon gebruikt worden als een locatie voor een hinderlaag. Rond 15.00 uur verschenen Mahones soldaten vanuit het ravijn in de achterhoede van de divisie van brigadegeneraal Francis C. Barlow van het II Corps. Volledig verrast, stortte Barlows divisie vrijwel volledig in elkaar. Ook de divisie van brigadegeneraal John Gibbon, die borstweringen opgeworpen had, werd in de rug aangevallen. Veel regimenten liepen voor hun leven. Het II Corps kon zich hergroeperen achter borstweringen die op 21 juni opgeworpen waren. De gevechten duurden tot het invallen van de avond.
Op 23 juni rukte het II Corps opnieuw op om de verloren gegane grond terug te heroveren. De Zuidelijken hadden zich evenwel teruggetrokken. Op bevel van Meade vormde het VI Corps een sterke linie van voorposten rond 10.00 uur om opnieuw de Weldon spoorweg te bereiken. Soldaten van brigadegeneraal Lewis A. Grants 1st Vermont Brigade bereikten de spoorweg. Toen ze bezig waren de spoorweg te vernietigen werden ze aangevallen door een grotere eenheid Zuidelijke infanterie. Veel Noordelijke soldaten werden gevangengenomen. Ze hadden ongeveer 750 meter spoorweg vernield voor de rest weggejaagd werd. De Noordelijken verloren 2.962 soldaten tegenover 572 Zuidelijke slachtoffers. De slag bleef onbeslist. Beide zijden hadden tactische voordelen behaald. De Zuidelijken behielden de controle over de Weldon spoorweg. De Noordelijken slaagden erin om een klein deel van de spoorweg te vernietigen. Misschien het belangrijkste was dat de Zuidelijke linies opnieuw langer werden. Hierbij vergrootte de druk op de Zuidelijke strijdkrachten.

### Wilson-Kautz Raid22 junitot1 juli1864

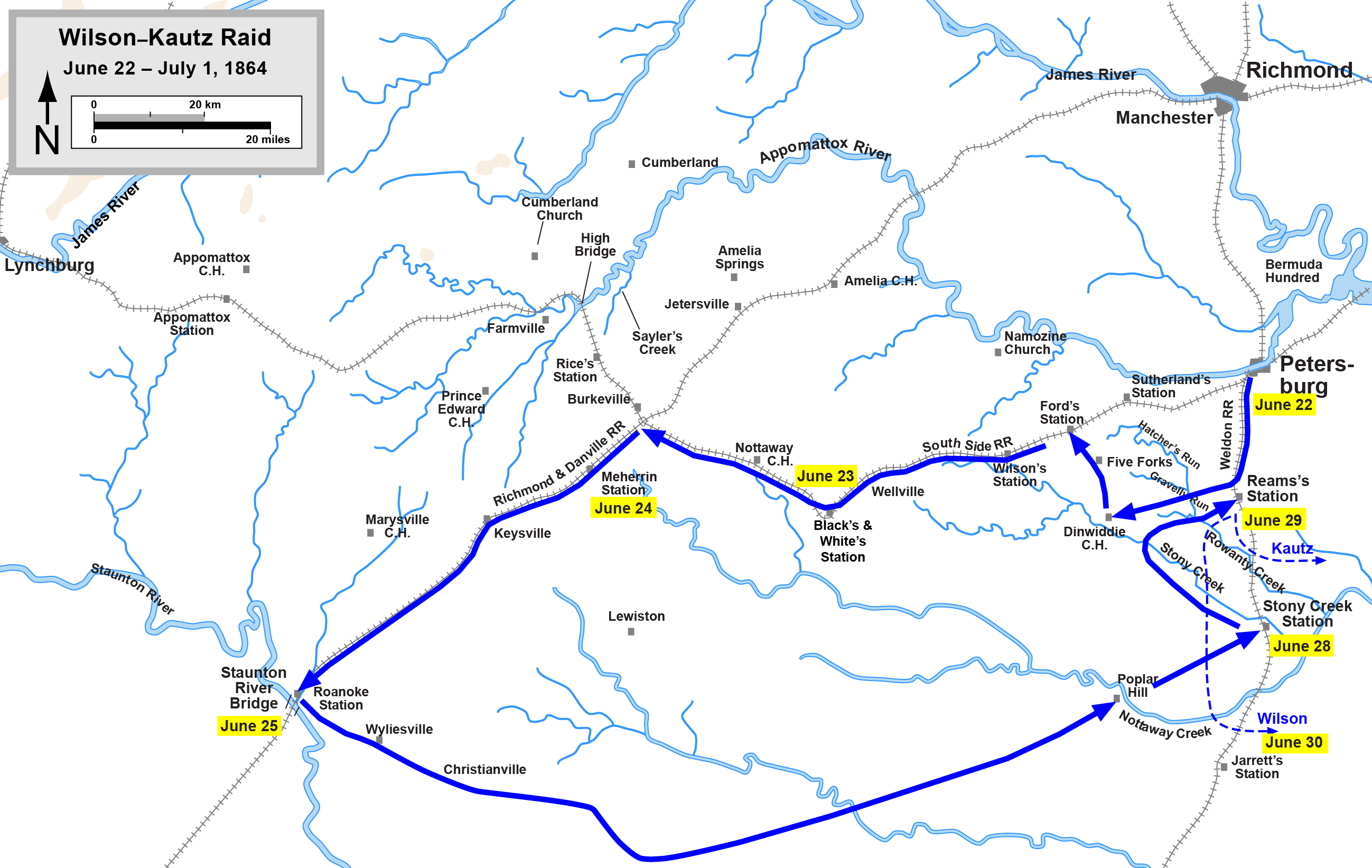
Wilson-Kautz Raid tussen 22 juni en 1 juli

Terwijl de Slag bij Jerusalem Plank Road woedde, kreeg brigadegeneraal James H. Wilson het bevel van Meade om met een cavalerieraid zo veel mogelijk van de spoorwegen ten zuiden en zuidwesten van Petersburg te vernietigen. Omdat Grant de divisie van Wilson te klein vond om de operatie met succes uit te voeren, gaf Grant het bevel aan Bulter om de divisie van brigadegeneraal August Kautz te detacheren om Wilson te versterken. In de vroege ochtend van 22 juni vertrokken er 3.300 soldaten en 12 kanonnen (georganiseerd in twee batterijen) vanuit Mount Sinai Church om zo veel mogelijk te vernietigen van de Weldon spoorweg bij Reams Station. Kautz manschappen rukten in westelijke richting op naar Ford’s Station om zo veel mogelijk locomotieven, rails en wagons te vernietigen langs de South Side Spoorweg.
Op 23 juni trok Wilson op naar de spoorwegkruising van de Richmond and Danville Spoorweg bij Burkeville, Virginia. Daar botste hij op eenheden van Rooney Lees cavalerie. De Zuidelijken vielen de achterhoede van de Noordelijke colonne aan. De aanval werd afgeslagen door kolonel George A. Chapmans brigade. Daarna volgde Wilson Kautz langs de South Side Railroad waarbij ongeveer 50 km spoorweg vernietigd werd. Op 24 juni vocht Kautz enkele schermutselingen uit bij Burkeville. Ondertussen rukte Wilson op naar Meherrin Station langs de Richmond and Danville spoorweg waar ze eveneens een stuk spoorweg vernielden.
| Bevelhebbers van de Wilson-Kautz Raid                            |
| ---------------------------------------------------------------- |
| - Brigadegeneraal James H. Wilson - Brigadegeneraal August Kautz |

Op 25 juni gingen Wilson en Kautz verder met het opbreken van rails ten zuiden van de Staunton River Bridge bij Roanoke Station. Daar botsten ze op ongeveer 1.000 soldaten van de Home Guard onder leiding van kapitein Benjamin L. Farinholt. Ze hadden zich ingegraven en artilleriestellingen gebouwd bij de brug. De Slag bij Staunton River Bridge was een kleine confrontatie. Kautz probeerde via verschillende frontale aanvallen om de Zuidelijken uit hun stellingen te jagen. De Noordelijken raakten echter nooit dichter dan 80 meter. Ondertussen naderde Lees cavalerie vanuit het noordoosten en vielen Wilsons achterhoede aan. Er vielen 42 doden en 44 gewonden bij de Noordelijken. 30 soldaten werden als vermist opgegeven. De Zuidelijken telden 10 doden en 24 gewonden. Rond 21.00 uur trokken de Noordelijken zich terug. Ondanks de lichte verliezen beslisten beide Noordelijke bevelhebbers om een deel van hun opdracht op te geven. Ze lieten de Staunton River Bridge verder ongemoeid.
Terwijl Wilson en Kautze zich terug in oostelijke richting begaven na hun nederlaag bij Staunton River Bridge, werden ze achtervolgd door Rooney Lees cavalerie. Ondertussen gaf Robert E. Lee het bevel aan generaal-majoor Wade Hampton IIIs cavalerie om mee de achtervolging in te zetten en Wilson en Kautz aan te vallen.
Voor Wilson vertrok op zijn raid had hij van Meades stafchef, generaal-majoor Andrew A. Humphreys, de verzekering gekregen dat de infanterie zou oprukken tot aan Reams Station. Daarom besliste Wilson, dat het aangewezen was, om daar aansluiting te zoeken met de hoofdmacht van het Noordelijke leger. De Noordelijke nederlaag bij Jerusalem Plank Road maakte deze verzekering onuitvoerbaar. Wilson en Kautz waren dan ook totaal verrast toen ze in de namiddag van 28 juni Stony Creek Station bereikten, op ongeveer 15 km ten zuiden van Reams Station, en daar honderden vijandelijke cavaleristen en infanteristen zagen. Tijdens de Slag bij Sappony Church probeerden Wilsons soldaten door te breken. Ze dienden zich echter terug te trekken toen de Zuidelijke brigadegeneraals Matthew C. Butler en Thomas L. Rosser hun linkerflank dreigden te keren. Ook de divisie van Kautz werd later die dag aangevallen door Rooney Lees divisie. Bij het invallen van de duisternis slaagden de Noordelijken erin om via de Halifax Road in noordelijke richting te ontsnappen.

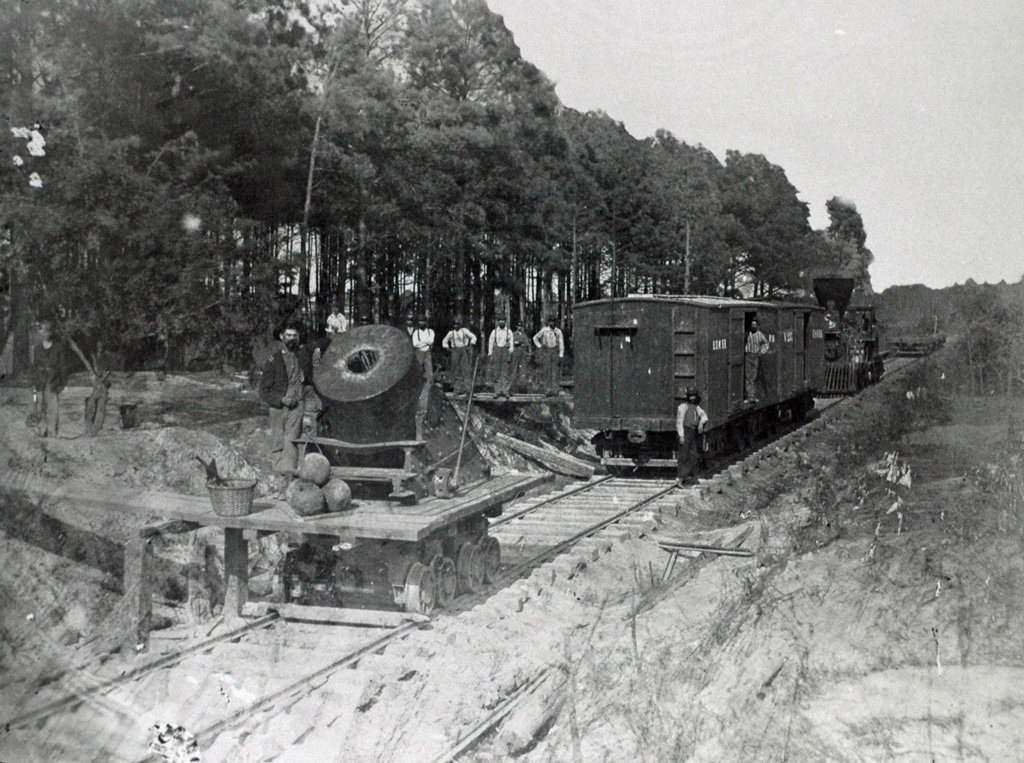
De "Dictator", een Noordelijke belegeringsmortier die granaten van 33 cm diameter en 100 kg afvuurde vanaf een spoorwegrail bij Petersburg

In de Eerste Slag bij Ream's Station op 29 juni naderde Kautz Reams Station vanuit het westen. Hij was in de veronderstelling dat hij daar Noordelijke infanterie zou aantreffen zoals beloofd door de stafchef van Meade. Hij keek echter op tegen Zuidelijke infanterie van Manhones divisie die de Halifax Road blokkeerde met borstweringen. De Noordelijke aanval van de 11th Pennsylvania en de 1st District of Columbia Cavalry langs de Depot Road mislukte toen Mahone een tegenaanval uitvoerde tegen de flank van de Pennsylvaniërs. Op de Stage Road ten noorden van het station slaagden de brigades van Lunsfurd L. Lomax en William C. Whitcomb erin om langs de 2nd Ohio Cavalry te manoeuvreren en hiermee de Noordelijke linkerflank te keren. Wilson stuurde een koerier, die langs de vijandelijke linies geraakte, met een dringende boodschap voor Meade om versterkingen te sturen. Meade liet het volledige VI Corps oprukken naar Reams Station. Te voet zou het echter te lang duren. Daarom stuurde Meade een koerier naar de cavalerie van Sheridan om eveneens Wilson te hulp te komen. Sheridan weigerde eerst omdat zijn paarden en manschappen te moe zouden zijn. Hij zou uiteindelijk bij Reams Station arriveren rond 19.00 uur. Ter plaatse zag hij dat het VI Corps gearriveerd was en de cavalerie van Wilson en Kautz reeds vertrokken was.
Ondertussen zaten de Noordelijken in de val. Ze staken hun bagagetrein in brand en verspijkerden hun artillerie. Ze geraakten nog net op tijd weg voor het net volledig rond hun gesloten was en vluchtten in noordelijke richting. Ze verloren honderden soldaten die gevangengenomen werden. Ook 300 ontsnapte slaven die aansluiting gezocht hadden bij de cavalerie werden achtergelaten. De overgebleven raiders bereikten hun eigen linies rond 14.00 uur op 1 juli. Ze hadden meer dan 90 km spoorlijn vernietigd. Ze hadden wel 1.445 soldaten verloren of ongeveer een kwart van hun totale strijdmacht. Wilson verloor 33 doden, 108 gewonden en 674 vermisten (vooral soldaten die krijgsgevangenen werden). Kautz verloor 48 doden, 153 gewonden en 429 vermisten (vooral krijgsgevangenen). Hoewel Wilson positief bleef, noemde Grant de raid een ramp.

## DeEerste Slag bij Deep Bottom27 julitot29 juli

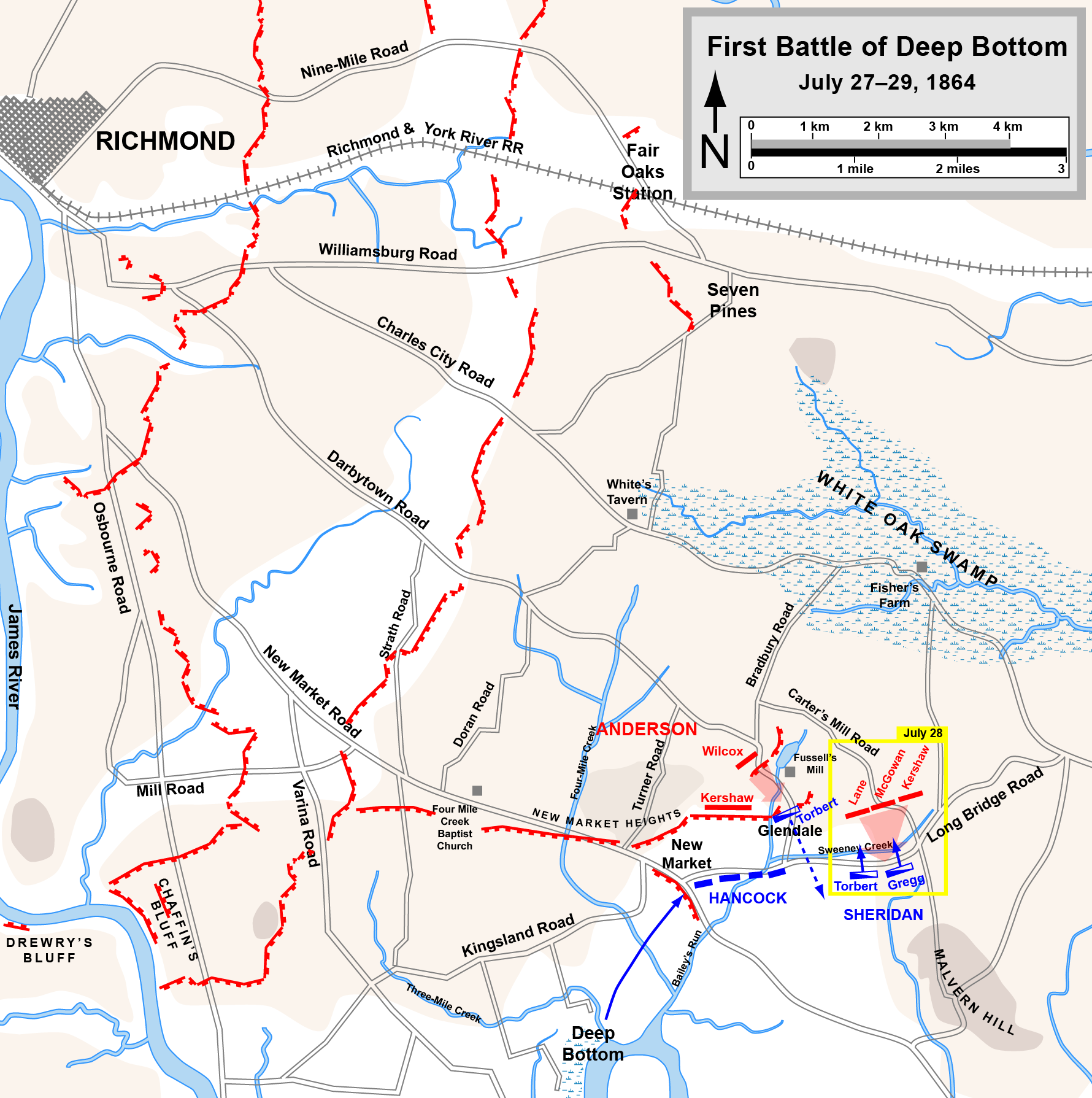
De Eerste Slag bij Deep Bottom

Ter voorbereiding van wat later de Slag van de Krater zou genoemd worden, wou Grant Zuidelijke troepen weglokken uit de loopgraven voor Petersburg. Hij gaf het bevel aan het II Corps van Hancock en twee divisies van Sheridans cavaleriekorps om de rivier over te steken richting Deep Bottom en op te rukken naar Richmond. Grants plan bestond eruit dat Hancock de Zuidelijken bij Chaffin’s Bluff zou vastpinnen om Sheridans cavalerie de kans te geven Richmond zelf aan te vallen. Indien Sheridan de stad zelf niet kon aanvallen, diende hij rond Richmond te rijden in noordelijke en westelijke richting om de Virginia Central spoorweg te vernietigen.
Toen Lee de bewegingen van Hancock zag, liet hij de loopgraven voor Richmond versterken tot 16.500 soldaten. De divisie van generaal-majoor Joseph B. Kershaw en enkele brigades van generaal-majoor Cadmus M. Wilcox’ divisie verplaatsten zich in oostelijke richting via de New Market Road waarna ze stellingen innamen op de oostelijke helling van de New Market Heights. Hancock en Sheridan staken de rivier over via een pontonbrug rond 03.00 uur op 27 juli. Het II Corps nam stellingen in op de oostelijke oever van Bailey’s Creek van New Market Road tot bij Fussell’s Mill. Sheridans cavalerie bezette de hoger gelegen terreinen die uitzicht boden over de nabijgelegen molen. Ze werden echter aangevallen en teruggedreven. De Zuidelijke stellingen op de westelijke oever van Bailey’s Creek zagen er sterk uit. Hancock besliste om deze stellingen niet aan te vallen en liet voor de rest van de dag verkenningen uitvoeren.
Terwijl Hancock bleef hangen bij Bailey’s Creek, nam Robert E. Lee soldaten weg van Petersburg zoals Grant gehoopt had. Luitenant-generaal Richard H. Anderson kreeg het bevel over de Deep Bottom sector. De infanteriedivisie van generaal-majoor Henry Heth en de cavaleriedivisie van generaal-majoor W.H.F. "Rooney" Lee's werden eveneens opgetrommeld. Er werden haastig troepen gedetacheerd van het Departement of Richmond om de loopgraven te helpen aanleggen.
Tijdens de ochtend van 28 juli stuurde Grant versterkingen naar Hancock in de vorm van een brigade van het XIX Corps. Sheridans manschappen probeerden de vijandelijke linkerflank te keren, maar de Zuidelijken reageerde onmiddellijk. Drie brigades vielen Sheridans rechterflank aan. Deze aanval werd afgeslagen dankzij het geconcentreerd geweervuur van de Noordelijken. Sheridans reserve zette de achtervolging in en nam bijna 200 soldaten gevangen.
Er vonden geen gevechten meer plaats. De expeditie tegen Richmond en de omliggende spoorwegen werd in de namiddag van 28 juli stopgezet. Grant was tevreden met het behaalde resultaat. Volgens hem waren er voldoende Zuidelijke troepen verplaatst om de aanval op 30 juli in te zetten.
De Noordelijken telden 62 doden, 340 gewonden en 86 vermisten tegenover 80 doden, 391 gewonden en 208 vermisten voor de Zuidelijken.

## DeSlag van de Krater30 juli1864

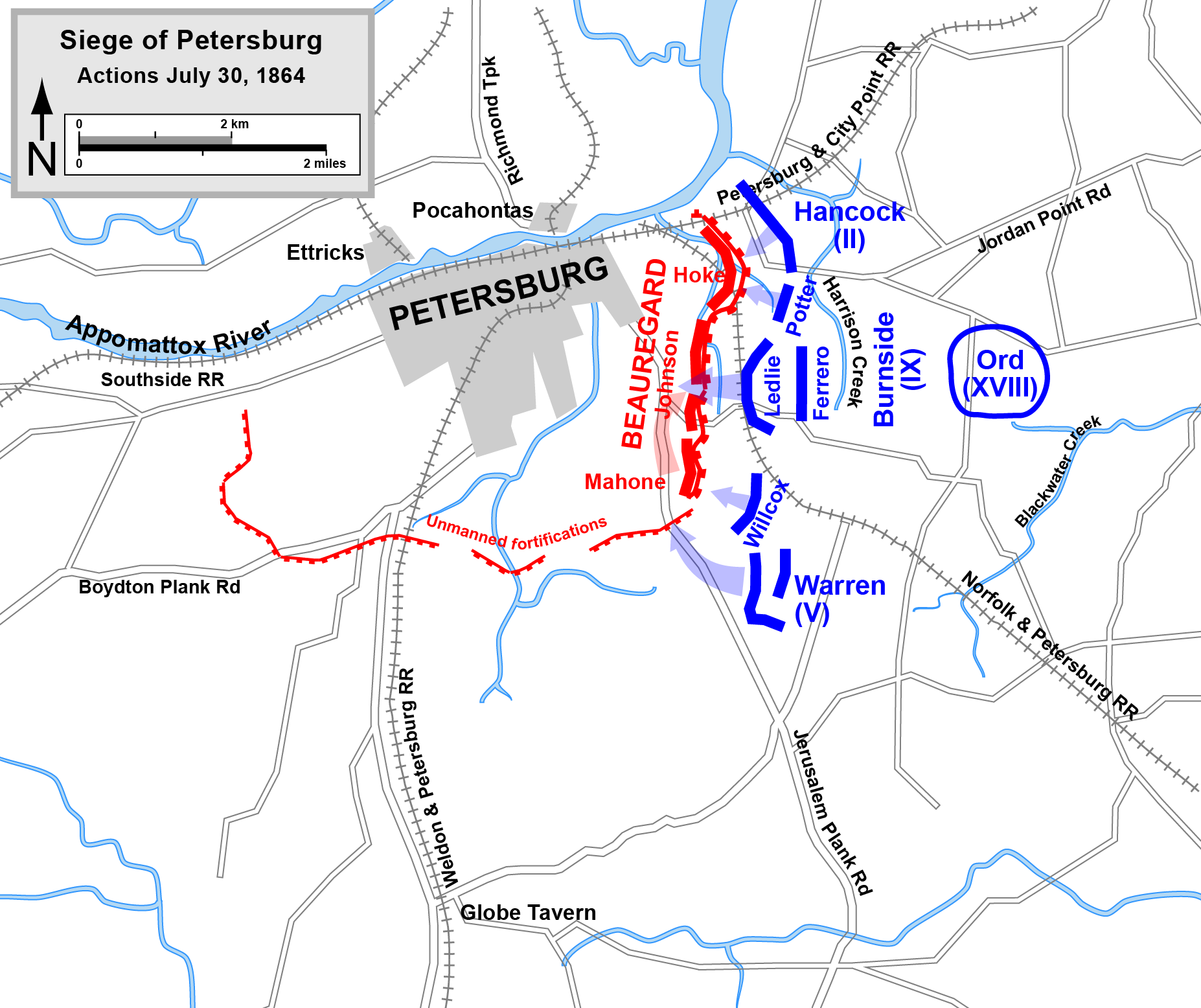
Beleg van Petersburg: de Slag van de Krater, 30 juli

Grant wou het Zuidelijke leger verslaan, om een langdurig beleg te vermijden. Met zijn ervaring na het Beleg van Vicksburg wist Grant, dat dergelijke operaties duur waren en een nefaste invloed uitoefenden op het moreel van de troepen. Luitenant-kolonel Henry Pleasants, bevelhebber van het 48th Pennsylvania Infantry van generaal-majoor Ambrose E. Burnsides IX Corps, stelde een originele oplossing voor om Grants probleem op te lossen. Pleasants was voor de oorlog een mijnbouwingenieur uit Pennsylvania. Hij stelde voor, om een diepe schacht te graven onder de Zuidelijke linies om daarin explosieven te plaatsen. Hij koos de saillant van Elliot in het midden van de linies van het Zuidelijke First Corps uit als doelwit. Indien dit plan lukte, zouden de Noordelijke troepen via het ontstane gat de vijandelijke linies kunnen overrompelen. Het plan werd goedgekeurd. De werkzaamheden begonnen eind juni. De mijnschacht diende 156 m lang te worden. Op het einde zou een dwarse galerij uitgegraven worden van 23 m lang. De galerij werd gevuld met 3,6 ton buskruit en dit op een diepte van 6 m.
Burnside had een divisie Afro-Amerikaanse soldaten onder leiding van brigadegeneraal Edward Ferrero laten trainen om de aanval uit te voeren. Twee regimenten dienden zich af te splitsten van de hoofdaanval op de Jerusalem Plank Road en de loopgraven zijdelings aan te vallen. Burnsides twee andere (blanke) divisies dienden Ferreros flanken te dekken en Petersburg zelf in te nemen. De dag voor de aanval veranderde Meade het plan. Indien de aanval zou mislukken, zouden er door het hoge slachtofferaantal onder de zwarte soldaten misschien politieke gevolgen kunnen zijn. Burnside tekende protest aan bij Grant, die Meade gelijk gaf. Indien Burnside geen vrijwilligers vond, diende hij een blanke divisie aan te duiden door lottrekking. De 1st Division van brigadegeneraal James H. Ledlie kreeg de opdracht. Zijn soldaten werden echter niet op de hoogte gebracht wat van hun verwacht werd. Leddlie zelf werd tijdens de aanval ver achter de linies in een dronken toestand aangetroffen. Hiervoor zou hij ontslagen worden uit het leger.

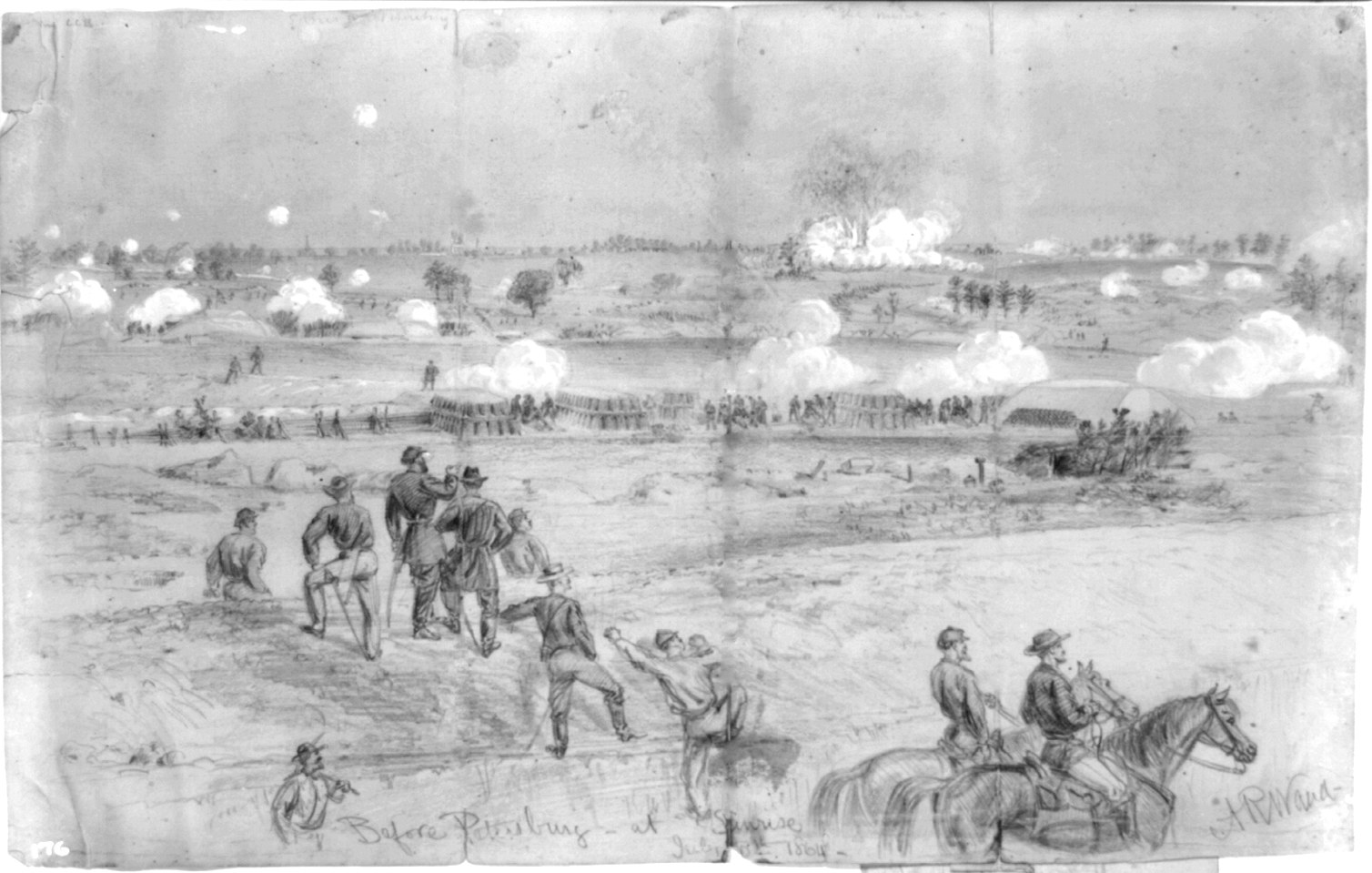
Schets van de explosie gezien vanuit de Noordelijke stellingen.

Om 04.45 uur op 30 juli ontplofte de lading. Er werd een krater van 52 m lang, 30 m breed en 10 m diep geslagen. De ontploffing vernietigde de Zuidelijke versterkingen in de onmiddellijke omgeving. Er stierven 250 tot 350 soldaten. Ledlies soldaten waren totaal niet voorbereid op de ontploffing. Sommigen bleven tot 10 minuten na de ontploffing in hun loopgraven. Toen ze uiteindelijk vertrokken, liepen ze niet langs de randen van de krater, zoals het voorzien was, maar dwars doorheen de krater. De soldaten geraakten dus zeer moeilijk uit de krater. De Zuidelijken, onder leiding van generaal-majoor William Mahone, verzamelden zo veel soldaten als mogelijk om de tegenaanval in te zetten. Na een klein uurtje stonden de Zuidelijken aan de rand van de krater met soldaten en artillerie en schoten op alles wat bewoog. Het Noordelijke plan was volledig mislukt. Toch stuurde Burnside Ferreros mannen naar voren. Ook zij daalden af in de krater. De volgende uren werden de soldaten van het IX Corps afgeslacht door Mahones soldaten en de artillerie. Enkele eenheden slaagden erin om langs de rechterflank van de krater door te stoten en de Zuidelijke stellingen zelf aan te vallen. Een Zuidelijke tegenaanval verdreef de Noordelijke soldaten uit de loopgraven.
Grant schreef later:”Het was de meest bedroevende affaire van de oorlog.” De Noordelijken telden 504 doden, 1.881 gewonden en 1.413 vermisten. De Zuidelijken telden 200 doden, 900 gewonden en 400 vermisten. De meeste slachtoffers vielen bij de soldaten van Ferreros divisie. Burnside werd ontheven van zijn commando.

## DeTweede Slag bij Deep Bottom14 augustustot20 augustus1864

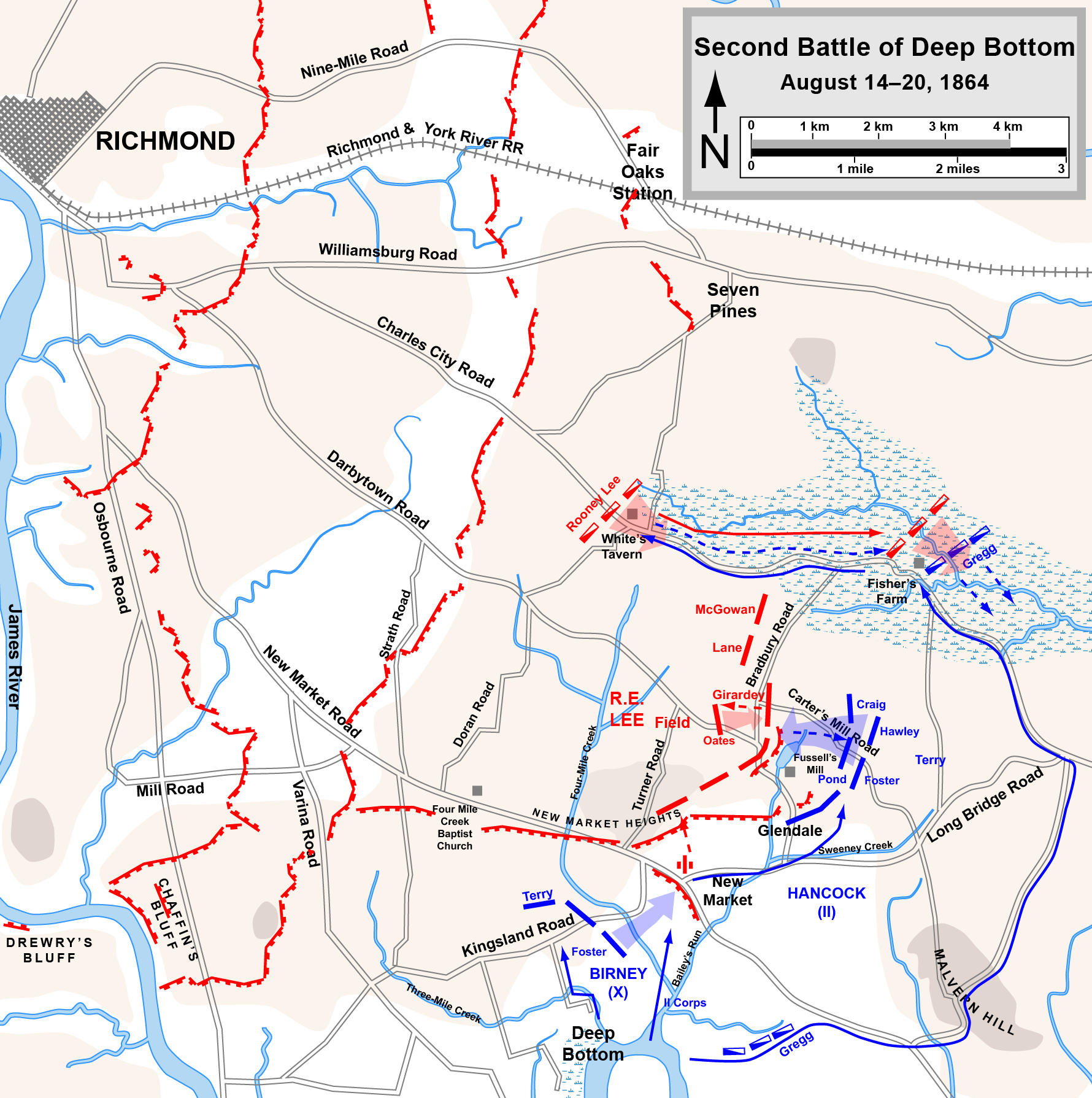
Tweede Slag bij Deep Bottom, 14 tot 20 augustus

Op dezelfde dag van de Noordelijke nederlaag bij de krater brandschatte de Zuidelijke luitenant-generaal Jubal A. Early Chambersburg in Pennsylvania. Hij bedreigde ook de verschillende steden in Maryland en het district van Columbia. Robert E. Lee vreesde een eventuele interventie van Grant tegen Early. Daarom stuurde hij de infanteriedivisie van generaal-majoor Joseph B. Kershaw en een cavaleriedivisie van generaal-majoor Fitzhugh Lee naar Culpeper in Virginia. Vandaaruit konden ze Early ondersteunen of snel terugkeren naar het front bij Petersburg. Grant interpreteerde dit manoeuvre verkeerd. Hij dacht dat het volledige korps van Anderson vertrokken was (waar Kershaws divisie deel van uitmaakte) waardoor er volgens Grant slechts 8.500 soldaten ten noorden van de James achterbleven. Grant besliste om een nieuw doorbraakpoging te ondernemen richting Richmond met Hancocks soldaten. Hij wou hiermee de versterkingen voor Early tegenhouden of het Zuidelijke front verder verzwakken.
Op 13 augustus trok het X Corps, aangevoerd door generaal-majoor David B. Birney en de cavaleriedivisie van brigadegeneraal David McM. Gregg de pontonbruggen over van Bermuda Hundred naar Deep Bottom. Tijdens de nacht van 13 op 14 augustus stak het II Corps de rivier over met stoomschepen. De soldaten van het X Corps verdreven de Zuidelijke voorposten op de Kingsland Road, maar werden gestopt door vijandelijke versterkingen ter hoogte van New Market Heights.
Tegen de middag van 14 augustus maakten de Noordelijken contact met de Zuidelijke soldaten. De Noordelijken waren verrast door de vijandelijke sterkte. Op de rechterflank lag de volledige divisie van generaal-majoor Charles W. Field. Chaffin’s Bluff werd verdedigd door een divisie van generaal-majoor Cadmus M. Wilcox. Wilcox kreeg ondertussen nog extra versterkingen. 10.000 Noordelijke soldaten onder leiding van brigadegeneraal Francis C. Barlow vielen de Zuidelijke stellingen bij Fussel’s Mill aan. De Zuidelijke cavalerieregimenten werden verdreven. De Zuidelijke brigade van George T. Anderson kon de Noordelijke aanval stoppen. Field had deze brigade verplaatst van zijn rechterflank. Dit verzwakte zijn stellingen voor Birneys korps waardoor ze erin slaagden om Zuidelijke loopgraven in te nemen en vier kanonnen te veroveren.
Hoewel de aanvallen zelf mislukten, sorteerden ze toch enig effect zoals Grant wou. Lee was meer en meer overtuigd dat de dreiging tegen Richmond reëel was. Daarom stuurde hij twee infanteriebrigades van generaal-majoor William Mahones divisie en de cavaleriedivisies van generaal-majoor Wade Hampton III en William Henry Fitzhugh Lee naar Richmond. Hancock gaf het bevel aan Birneys korps om via een nachtelijke mars Barlows linie te bereiken. Birneys manoeuvre werd door de moeilijke terreinomstandigheden vertraagd. Op 15 augustus was het niet meer mogelijk om een nieuwe aanval uit te voeren.
Op 16 augustus reed Greggs cavalerie in noordwestelijke richting via de Charles City Road naar Richmond. Ze botsten op Rooney Lees cavalerie die de weg blokkeerde. Een confrontatie kon niet uitblijven. De Zuidelijke brigadegeneraal John R. Chambliss sneuvelde tijdens de gevechten. De infanterie van het Noordelijke X Corps kende een betere start die dag. De divisie van brigadegeneraal Alfred Terry brak door de Zuidelijke linie. De brigade van Ambrose R. Wright kreeg het zwaar te verduren, kon de druk niet weerstaan en vluchtte. Door het zwaar beboste terrein beseften Birney en Hancock niet dat ze een tactisch voordeel hadden behaald. Hierdoor kreeg Field de nodige tijd om het gat te dichten en de tegenaanval in te zetten.
Lee plande een tegenaanval op de Noordelijke rechterflank om 11.00 uur op 18 augustus. Het plan werd echter zonder coördinatie uitgevoerd en het resultaat was dan ook pover. In de nacht van 20 augustus trok Hancock zijn eenheden terug over de James. De Noordelijken hadden ongeveer 2.900 soldaten verloren tegenover 1.500 Zuidelijke slachtoffers.

## Operaties tegen de Weldon Railroad

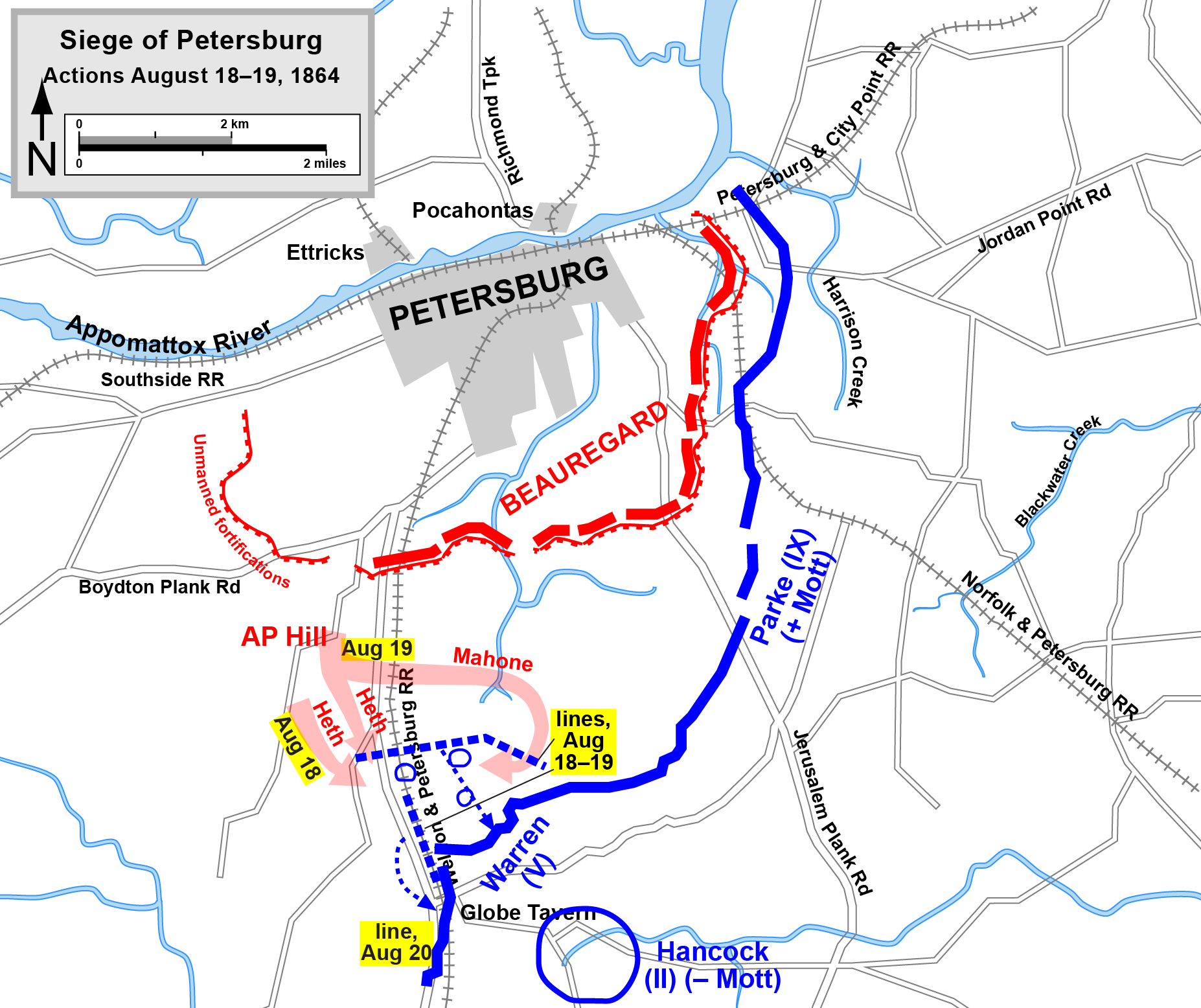
Beleg van Petersburg. De verovering van de Weldon spoorweg op 18 en 19 augustus 1864

### DeSlag bij Globe Tavern18 augustustot21 augustus1864
Terwijl het II Corps bij Deep Bottom vocht, plande Grant een andere aanval gericht tegen de Weldon spoorweg. Hij koos het V Corps van Gouverneur K. Warren om de plannen ten uitvoer te brengen. Bij zonsopgang op 18 augustus trok Warren in zuidelijke richting en bereikte de spoorweg bij Globe Tavern rond 09.00 uur. Eenheden van brigadegeneraal Charles Griffins divisie vernietigden de rails. Een brigade van brigadegeneraal Romeyn B. Ayres’ divisie vormde een slaglinie en rukte op in noordelijke richting om een eventuele Zuidelijke opmars vanuit deze richting te blokkeren. Ayers botste op Zuidelijke eenheden rond 13.00 uur. Warren stuurde onmiddellijk de divisie van brigadegeneraal Samuel W. Crawford naar voren om via Ayres’ rechterflank de Zuidelijke linkerflank te flankeren. A.P. Hill stuurde als reactie drie brigades om de Noordelijke flankeerbeweging te stoppen. Rond 14.00 uur gingen ze in de tegenaanval en duwden de Noordelijken terug tot op 1,5 kilometer van Globe Tavern. Een Noordelijke tegenaanval herwon de verloren grond. Zijn soldaten groeven zich in voor de komende nacht.
Tijdens de nacht arriveerden er versterkingen voor beide zijden. Deze bestond uit het IX Corps van generaal-majoor John G. Parke voor de Noordelijken en de cavaleriedivisie van Rooney Lee en drie infanteriebrigades van Mahones divisie voor de Zuidelijken. In de late namiddag van 19 augustus voerde Mahone een flankeeraanval uit op een zwak punt in Crawfords linie. Honderden Noordelijke soldaten vluchtten in paniek. Heth voerde een frontale aanval uit op het Noordelijke centrum en linkerflank. Deze aanval werd met gemak afgeslagen door Ayres’ divisie. Het XI Corps ging in de tegenaanval. De gevechten duurden tot het einde van de dag. Tijdens de nacht van 20 op 21 augustus trok Warren zijn eenheden ongeveer 3 km terug naar een nieuwe gefortificeerde linie die aansloot op de Noordelijke linies langs de Jerusalem Plank Road. De Zuidelijken vielen aan om 09.00 uur op 21 augustus. Mahone nam het op tegen de Noordelijke linkerflank terwijl Heth opnieuw het centrum aanviel. Beide aanvallen mislukten. Door de sterke Noordelijke stellingen verloren de Zuidelijken veel soldaten. Tegen 10.30 uur trokken de Zuidelijken zich terug.
De Noordelijken telden 251 doden, 1.148 gewonden en 2.897 vermisten of gevangenen. De Zuidelijken hadden 211 doden, 990 gewonden en 419 vermisten of gevangenen te betreuren. De Zuidelijken hadden echter een belangrijk deel van de Weldon spoorweg verloren. Ze moesten nu een groot deel van hun voorraden per kar vervoeren.

### DeTweede Slag bij Ream's Station25 augustus1864

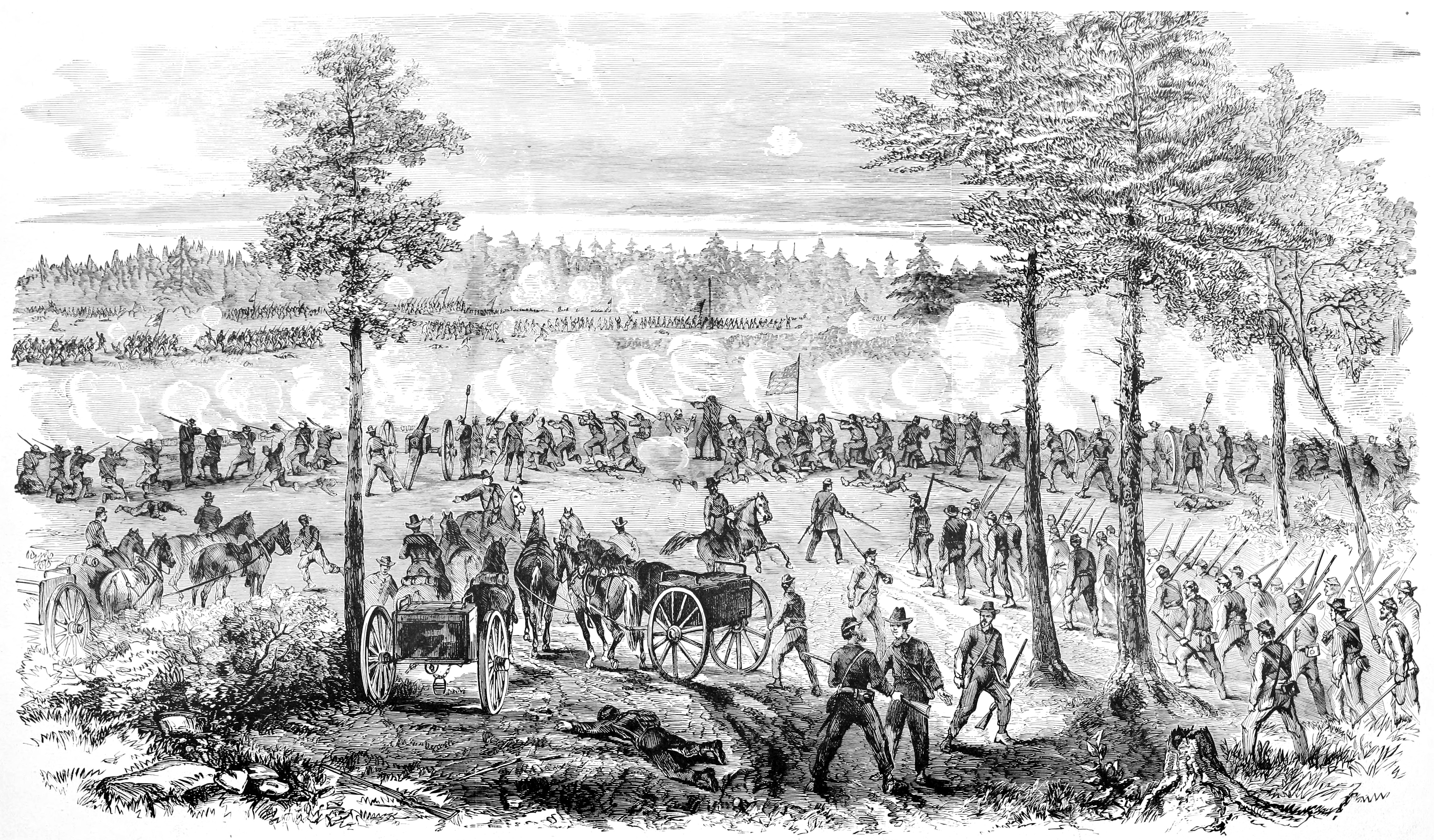
De Tweede Slag bij Ream's Station

Grant wou de Weldon spoorweg permanent buiten gebruik stellen. Vanaf Warrens stellingen vernietigden de Noordelijken 23 km spoorlijn tot aan Rowanty Creek. Grant koos het II Corps van Hancock om de operaties verder op te volgen. Warrens soldaten waren ondertussen bezig met hun defensieve linies verder uit te bouwen bij Globe Tavern. De cavaleriedivisie van Gregg diende de uitgeputte soldaten van Hancock te versterken. De Noordelijke cavalerie vertrok op 22 augustus. Na het verjagen van de Zuidelijke voorposten vernietigden zij en de infanteriedivisie van brigadegeneraal Nelson A. Miles van het II Corps 3,2 km spoorlijn tot aan Reams Station. In de vroege ochtend van 23 augustus bezette de andere divisie van Hancocks korps, namelijk die onder het bevel van brigadegeneraal John Gibbon, Reams Station. Daar namen ze de reeds bestaande borstweringen in.
Robert E. Lee besefte het strategische belang van Reams Station. Het was niet enkel een bedreiging voor de Zuidelijke bevoorrading. Indien de nabijgelegen stad Dinwiddie Court House in Noordelijke handen viel, zouden de Zuidelijken zowel Petersburg als Richmond dienen te evacueren, omdat anders het Zuidelijke leger volledig zou ingesloten zijn. Lee zag ook de kans om de Noordelijken een nederlaag toe te brengen net voor de nieuwe presidentsverkiezingen in november. Lee gaf het bevel aan luitenant-generaal A.P. Hill om met 10.000 soldaten infanterie en cavalerie een aanval uit te voeren tegen de Noordelijke stellingen bij Reams Station.
De divisie van generaal-majoor Cadmus M. Wilcox beet de spits af en viel de Noordelijke stellingen aan om 14.00 uur op 25 augustus. Na twee aanvallen kon hij niet door de vijandelijke stellingen breken. Zijn aanvallen werden afgeslagen door de Noordelijke divisie van Miles, die het noordelijke deel van de stellingen verdedigde. Meer naar het zuiden blokkeerde de divisie van Gibbon de opmars van Hamptons cavalerie. Terwijl de Zuidelijke artillerie de noordelijkste stellingen bestookte, arriveerden er versterkingen in de vorm van Heths en Mahones divisie. De laatste aanval begon om 17.30 uur tegen de stellingen van Miles. De Zuidelijken braken door in de noordwestelijke hoek van de Noordelijke stellingen. Hancock was overal tegelijkertijd om zijn soldaten aan te sporen en bevelen te geven. Ondertussen boekte de Zuidelijke cavalerie van Hampton enig succes tegen de stellingen van Gibbon. Veel Noordelijke soldaten namen de benen of gaven zich over. Hierdoor was de flank van Miles bedreigd. Hancock voerde een tegenaanval uit, waardoor de Noordelijken de tijd kregen om zich ordelijk terug te trekken naar Petersburg.
De Noordelijken verloren 2.747 soldaten. De infanterie telde 117 doden, 439 gewonden en 2.046 vermisten/gevangenen. De cavalerie verloor 145 ruiters. De Zuidelijken verloren 814 soldaten waarvan 720 bij de infanterie en 16 doden, 75 gewonden en drie vermisten bij de cavalerie. Hoewel de Zuidelijken een duidelijke overwinning boekten, hadden zo toch een belangrijk deel van de Weldon spoorweg verloren. Het dichtste punt waar goederen per spoor geraakten was 26 km ten zuiden van Petersburg. Van daaruit werden de goederen overgeladen op karren om via Dinwiddie Court House en de Boydton Plank Road in Petersburg te geraken. De South Side spoorweg was nu de enige bruikbare aanvoerlijn via het spoor voor Petersburg en Lees leger.

## DeBeefsteak Raid14 septembertot17 september1864

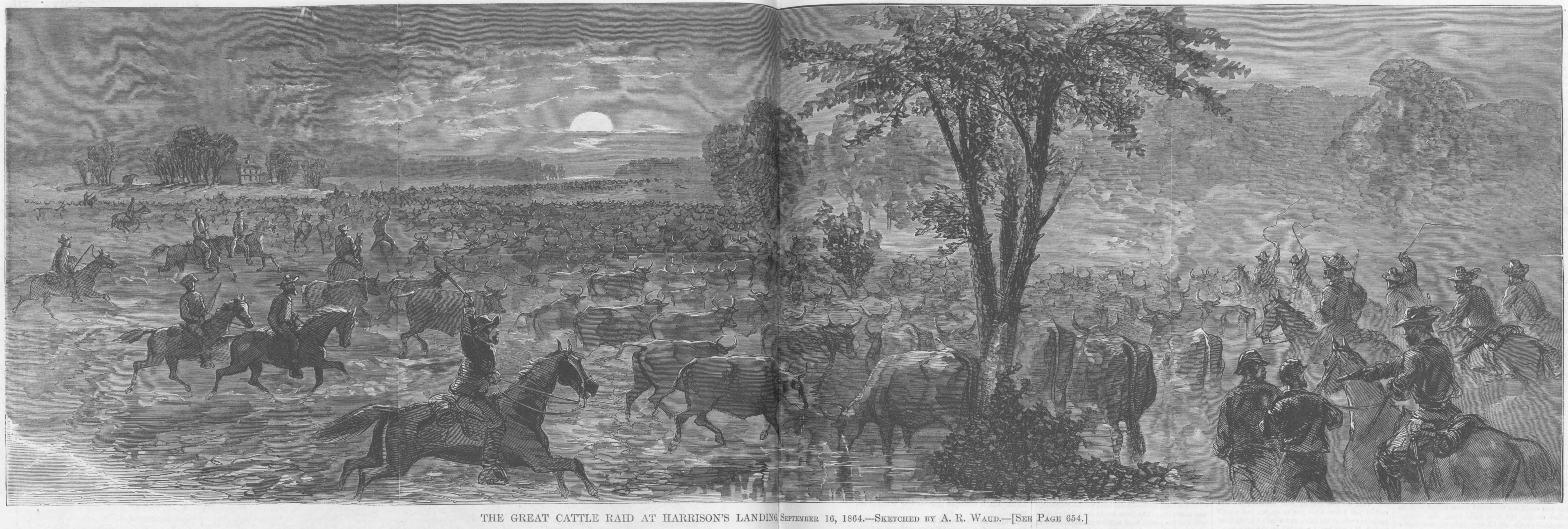
de Great Cattle Raid bij Harrison's Landing

Op 5 september rapporteerde een verkenner van het Jeff Davis Legion, sergeant George D. Shadburne, aan Wade Hampton over zijn verkenning achter de Noordelijke linies. Hij had op 8 km ten oosten van Grants hoofdkwartier bij City Point een depot gevonden bij Coggins Point langs de Jamesrivier. Daar bevonden zijn 3.000 “biefstukken” (runderen) die bewaakt werden door 120 soldaten en 30 burgers zonder wapens. Twee dagen eerder had Robert E. Lee gemerkt, dat de achterhoede van Grants leger vrijwel onbeschermd was. Op 14 september, toen Grant in de Shenandoahvallei overleg pleegde met Sheridan, vertrok Hampton met 4.000 soldaten ingedeeld in vier brigades in zuidwestelijke richting vanuit Petersburg. Ze volgden de Boydton Plank Road en draaiden daarna af om via Dinwiddie Court House, Stoney Creek Station in de vroege morgen van de 15de september Blackwater Swamp over te steken via Cook’s Bridge. Op 16 september rond de middag voerde Hampton een aanval aan die bestond uit drie colonnes. Rooney Lees divisie stond op de linkerflank en viel de Noordelijke eenheden bij Prince George Court House aan. De brigade van brigadgeneraal James Dearing, op de rechterflank, rukte op naar Cocke’s Mill. De brigade van Thomas L. Rosser en een detachement van luitenant-kolonel P. Mille rukten in het centrum op naar de runderen. De verrassingsaanval ontmoette vrijwel geen weerstand. Even later dreven Hamptons soldaten 2.486 runderen voor zich uit. Een Noordelijke poging van 2.100 soldaten onder leiding van brigadegeneraal Henry Davies, Jr. om de Zuidelijken tegen te houden mislukte. De volgende dagen kregen de Zuidelijken een feestmaal voorgezet. Toen een bezoeker in het hoofdkwartier aan Grant vroeg, wanneer de Zuidelijken uitgehongerd zouden zijn, antwoordde Grant:”Nooit, indien mijn leger de Zuidelijken blijft voorzien van vlees.”

## Noordelijke aanvallen in de tweede helft van september

### DeSlag bij Chaffin's Farm29 septembertot30 september

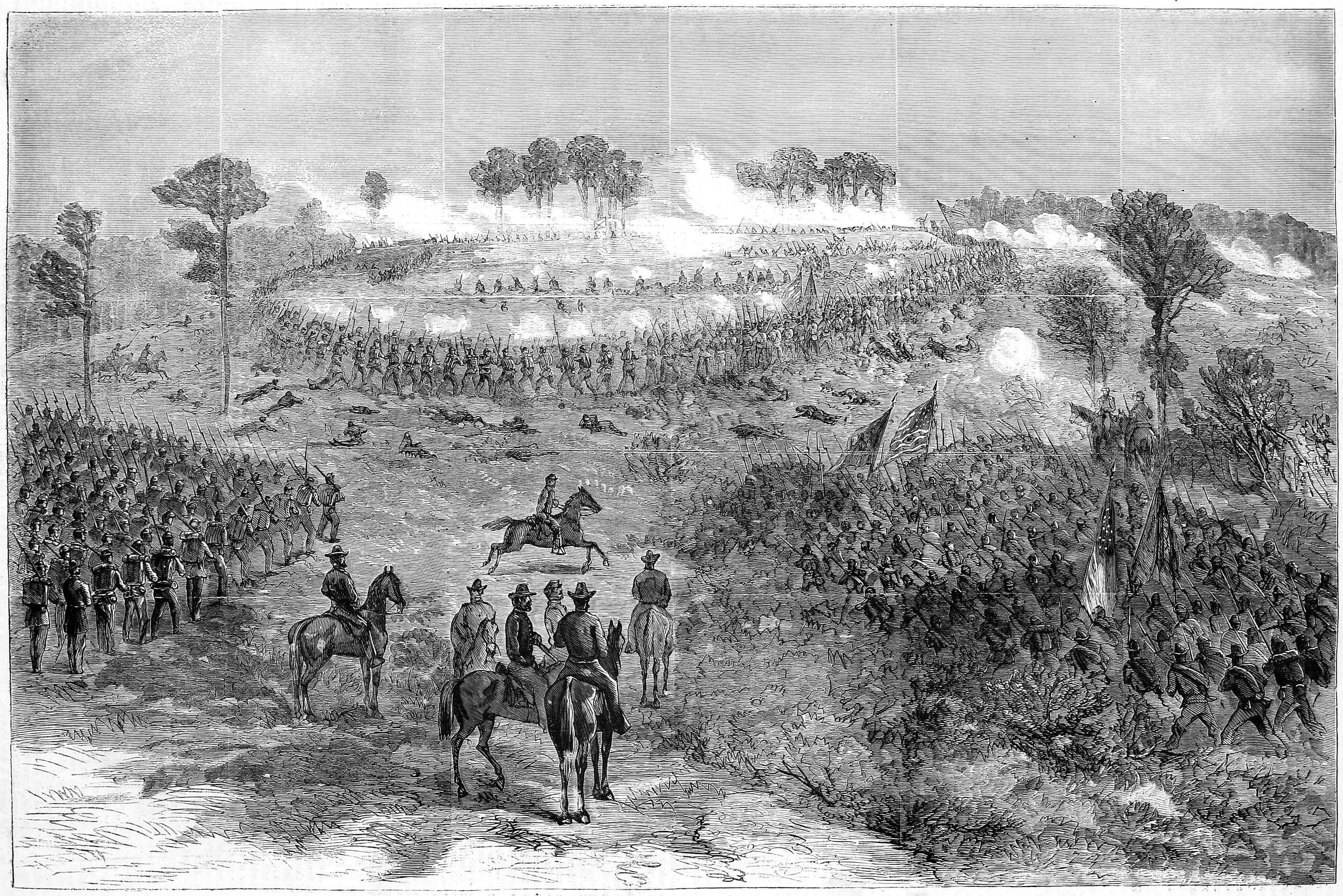
De Slag bij Chaffin's Farm

Tijdens de nacht van 28 op 29 september stak Butlers leger de Jamesrivier over, om de stellingen ten noorden van Richmond aan te vallen. Bij het ochtendgloren vielen de Noordelijke aan. Na initieel Noordelijk succes bij New Market Heights en Fort Harrison slaagden de Zuidelijken erin, om de aanval te bedwingen. Lee versterkte de Zuidelijke stellingen en voerde op 30 september op succesvolle tegenaanval uit. De Noordelijken groeven zich in en de Zuidelijken bouwden een nieuwe defensieve linie, die de verloren forten afsneed. Dit had tot gevolg dat de Zuidelijke stellingen bij Richmond verzwakt werden om de stellingen bij Richmond te versterken.

### DeSlag bij Peebles's Farm30 septembertot2 oktober1864

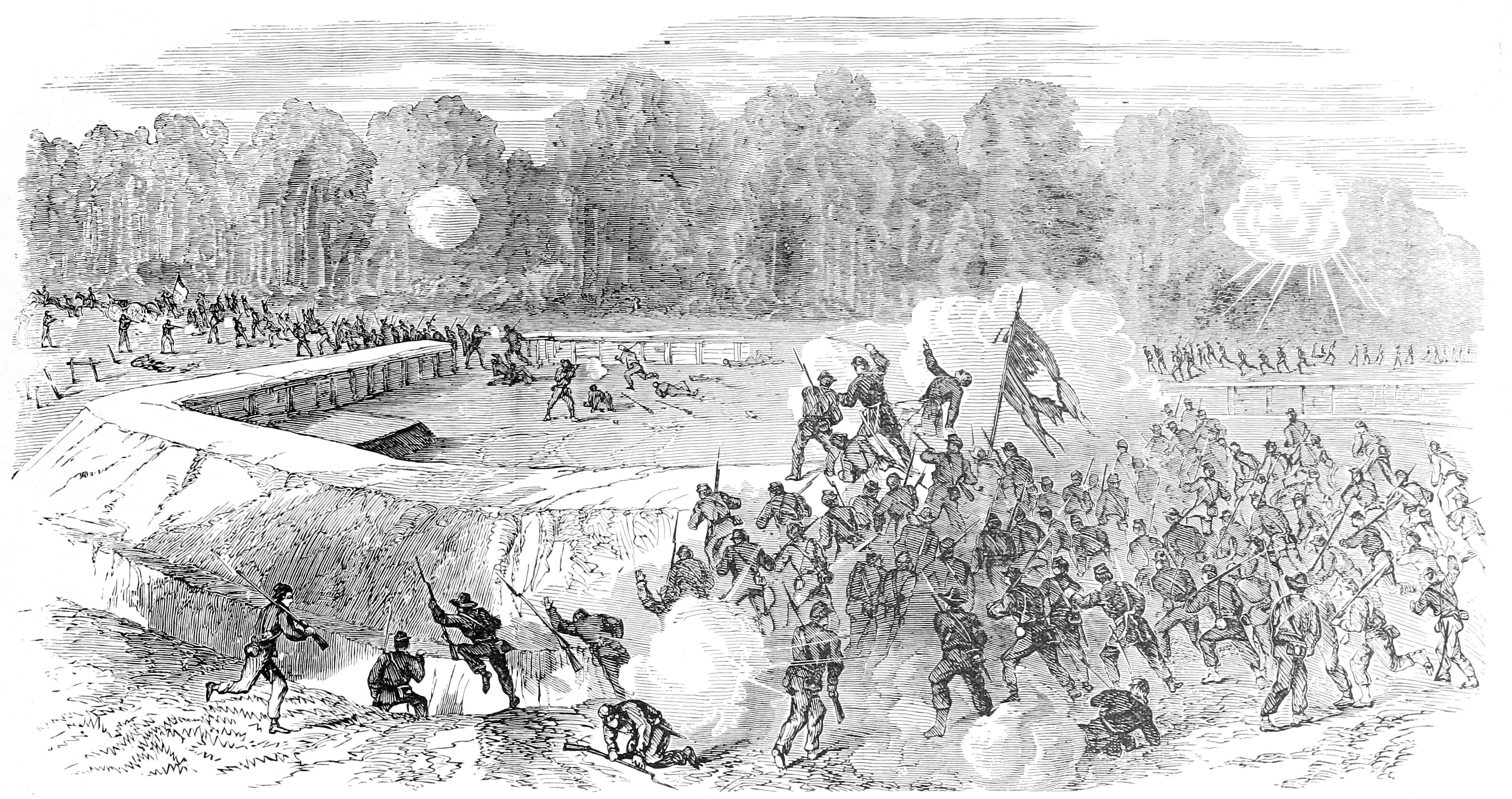
De Slag bij Peebles' Farm

In combinatie met Butlers aanval ten noorden van Richmond breidde Grant zijn linkerflank verder uit om de Zuidelijke communicatielijnen ten zuidwesten van Petersburg af te snijden. Twee divisies van het IX Corps onder leiding van generaal-majoor John G. Parke samen met twee divisies van het V Corps van Warren en de cavaleriedivisie van Gregg kregen de opdracht toegewezen. Op 30 september rukten de Noordelijken via Poplar Spring Church op naar Squirrel Level en Vaughan Roads. De Noordelijken namen bij hun aanval vrijwel onmiddellijk Fort Archer in. Hierdoor werd de Zuidelijke flank bij Squirrel Level Road bedreigd. In de late namiddag arriveerden er Zuidelijke versterkingen die de Noordelijke opmars vertraagden. Op 1 oktober sloegen de Noordelijken een Zuidelijke tegenaanval af onder leiding van A.P. Hill. Nadat de Noordelijken versterkingen ontvingen in de vorm van generaal-majoor Gershom Motts divisie zetten ze op 2 oktober hun opmars verder. Hierbij werd Fort MacRae ingenomen. De Noordelijke linkerflank reikte nu tot Peebles’ Farm en Pegram’s Farm. Met deze bescheiden vooruitgang besliste Meade, om verdere aanvallen stop te zetten. Een nieuwe linie werd door de Noordelijken uitgebouwd van de Weldon spoorweg naar Pegram’s Farm.

## Acties bij Richmond in oktober 1864

### Slag bij Darbytown en New Market Roads7 oktober1864
Als antwoord op het verlies van Fort Harrison en de toenemende Noordelijke dreiging tegen Richmond beval Lee een aanval op de Noordelijke rechterflank op 7 oktober. Bij de aanval werd de Noordelijke cavalerie bij Darbytown Road verjaagd. De divisies van Field en Hoke vielen de vijandelijke hoofdlinie aan langs de New Market Road. Hun aanval werd afgeslagen. Lee trok zich terug naar zijn eigen stellingen.

### DeSlag bij Darbytown Road13 oktober1864
Op 13 oktober verkenden de Noordelijken de nieuwe Zuidelijke defensieve linie voor Richmond. Hoewel het voornamelijk om schermutselingen ging, voerde een Noordelijke brigade een aanval uit op de versterkingen ten noorden van de Darbytown Road. De aanval werd afgeslagen met zware verliezen. De Noordelijken trokken zich terug naar hun linies langs de New Market Road.

### DeSlag bij Fair Oaks en Darbytown Road27 oktober–28 oktober1864

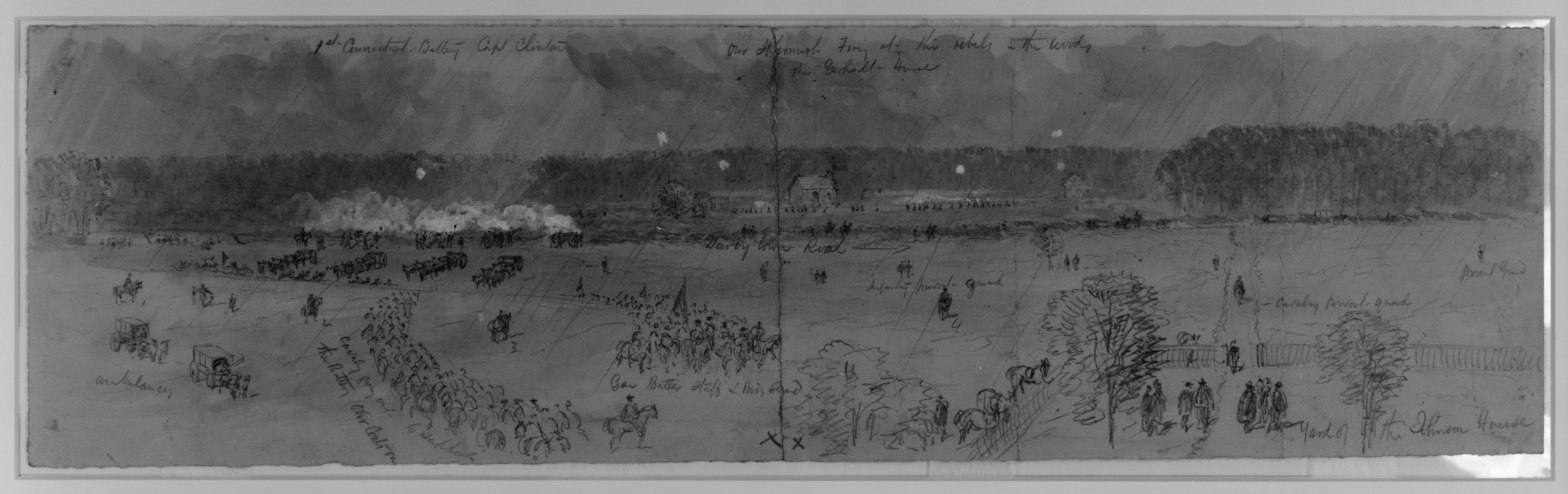
De Slag bij Darbytown Road

Terwijl de Noordelijken oprukten tegen de Boydton Plank Road viel Benjamin Bulter de Zuidelijke stellingen aan bij Richmond langs de Darbytown Road met het X Corps. Het XVIII Corps rukte in noordelijke richting op naar Fair Oaks, maar hun opmars werd gestopt door de Zuidelijke divisie van Field. De Zuidelijken gingen in de tegenaanval en namen 600 Noordelijken gevangen. De defensieve linie voor Richmond bleef intact.

## DeSlag bij Boydton Plank Road27 oktober–28 oktober1864

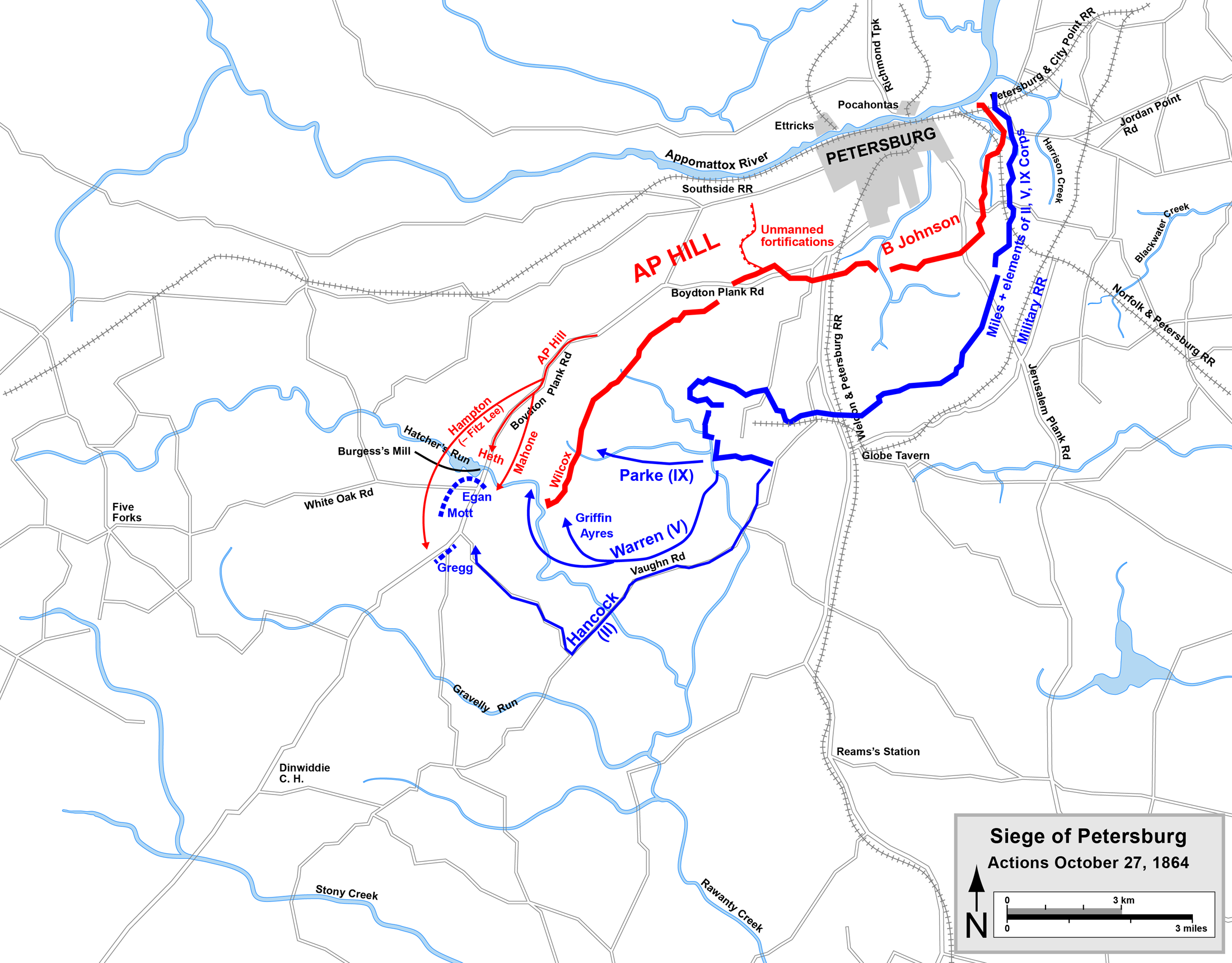
Beleg van Petersburg: De aanvallen op 27 oktober

Onder leiding van Hancock werden divisies van drie verschillende korpsen (II, V en IX) en de cavaleriedivisie van Gregg, samen ongeveer 30.000 soldaten, weggehaald van de linies voor Petersburg. Ze marcheerden in westelijke richting naar de Boydton Plank Road en de South Side spoorweg. Tijdens de eerste aanval op 27 oktober werd de Boydton Plank Road ingenomen, een belangrijk doel van de aanvallen. In de namiddag voerden de Zuidelijken een tegenaanval uit bij Burgess’ Mill onder leiding van Heths divisie en Wade Hamptons cavalerie. De eenheden van het II Corps dienden zich terug te trekken voor ze volledige geïsoleerd raakten. De Zuidelijken heroverden de Boydton Plank Road en bleven het gedurende de winter in handen houden. Het was de laatste slag voor Hancock die zijn ontslag indiende. Hij ondervond te veel hinder van zijn verwondingen opgelopen tijdens de Slag bij Gettysburg.

## DeSlag bij Hatcher's Run5 februaritot7 februari1865
Op 5 februari 1865 reed Gregg cavalerie naar de Boydton Plank Road via Ream’s Station en Dinwiddie Court House om een Zuidelijke bevoorradingscolonne tegen te houden. Warrens V Corps stak Hatcher’s Run over en blokkeerde de Vaughan Road om Gregg de vrije hand te geven. Twee divisies van het II Corps van generaal-majoor Andrew A. Humphreys schoof op in westelijke richting naar Armstrong’s Mill om Warrens rechterflank te beschermen. In de late namiddag probeer John. B. Gordon om Humphreys rechterflank te keren maar deze aanval werd afgeslagen. Tijdens de nacht werden de Noordelijken versterkt door twee divisies. Op 6 februari keerde Gregg terug via Vaughan Road van zijn onsuccesvolle raid en werd aangevallen door eenheden van brigadegeneraal John Pegrams divisie. Ook Warren werd aangevallen door eenheden van Pegrams en Mahones divisies. Pegram sneuvelde. De Noordelijken slaagden erin om hun linies uit te breiden naar het kruispunt van de Vaughan Road en Hatcher’s Run.

## DeSlag bij Fort Stedman25 maart1865

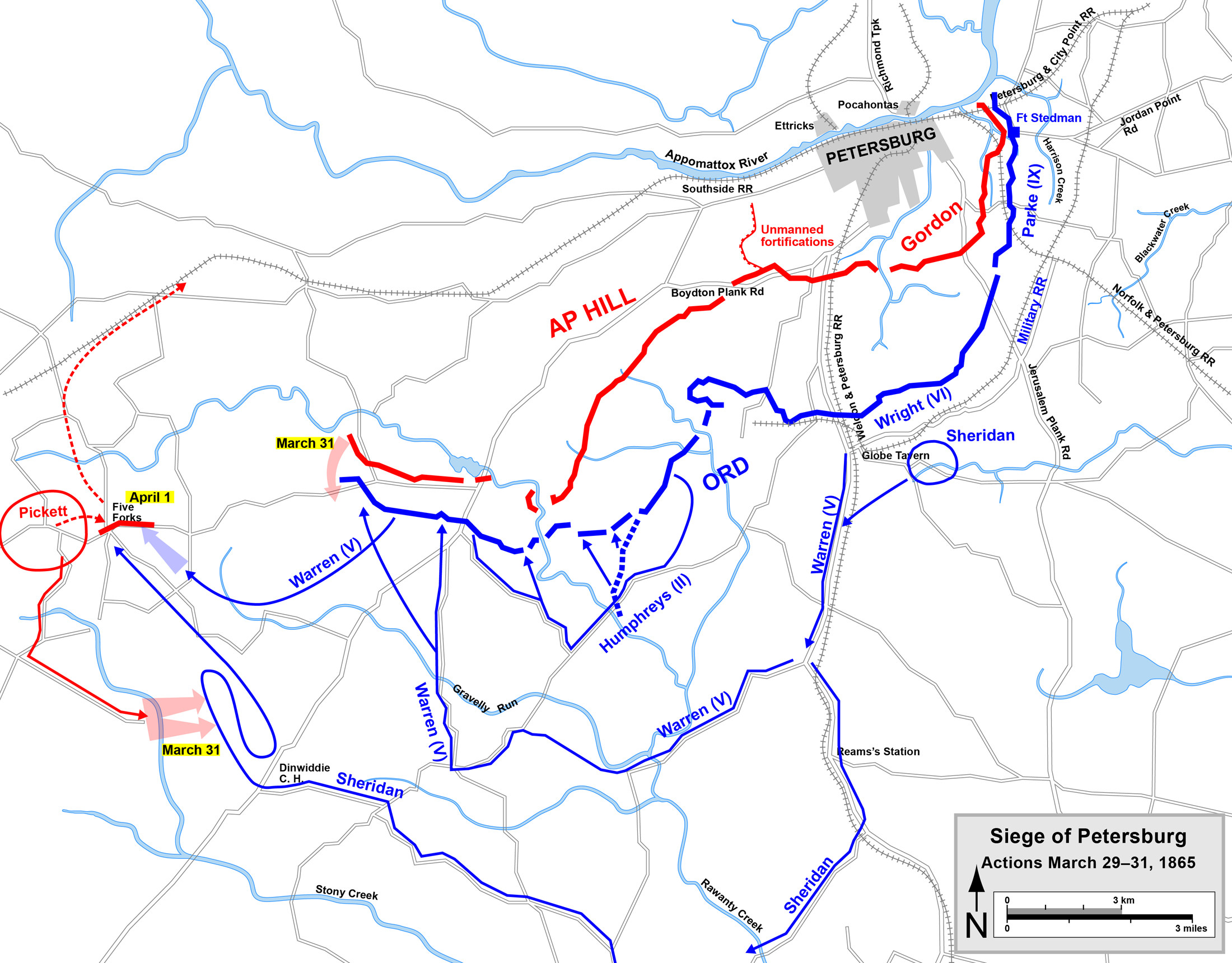
Beleg van Petersburg: situatie in het voorjaar van 1865

Tegen begin maart 1865 was het leger van Lee verzwakt door ziekte, desertie en een tekort aan de nodige voorraden. Zijn leger telde nog 50.000 soldaten tegenover de 125.000 in Grants leger. Lee wist, dat Sheridan onderweg was met 50.000 soldaten vanuit de Shenandoahvallei en dat Sherman onderweg was vanuit Carolina om zich bij Grant te voegen. Lee en generaal-majoor John B. Gordon werkten een plan uit, om de Noordelijke linies aan te vallen, zodat Grant zijn plannen gedwarsboomd zou zien. De aanval zou uitgevoerd worden door de helft van Lees infanterie vanuit de saillant van Colquitt tegen Fort Stedman. Gordon hoopte hier een doorbraak te forceren en de Noordelijken terug te drijven tot City Point.
Gordons aanval startte om 04.15 uur. De eerste golf bestond uit scherpschutters en genisten die zich voordeden als deserterende soldaten. Zij dienden de Noordelijke voorposten te overmeesteren en eventuele obstakels te verwijderen voor de Zuidelijke hoofdmacht eraan kwam. Daarna werden ze gevolgd door drie groepen van 100 soldaten die de Noordelijke borstweringen dienden uit te schakelen en zo veel mogelijk verwarring dienden te stichten in de vijandelijke achterhoede.
De eerste fase van de aanval was zonder problemen verlopen. Gordon arriveerde al snel in Fort Stedman dat zonet door zijn manschappen was ingenomen. Ook de nabijgelegen batterijen X, XI en XII werden zonder problemen ingenomen. Hierdoor ontstond een gat in de Noordelijke linie van meer dan een kilometer breed. Gordon richtte nu zijn aandacht op zijn zuidelijke flank en Fort Haskell. De Zuidelijke artillerie startte het bombardement op Fort Haskell. De Noordelijke artillerie beantwoordde het vuur. Deze werd ondersteund door de zware mortieren in de achterhoede.
Gordons aanval begon echter te stokken. Zijn drie 100 man sterke detachementen richtten hun aandacht op voedselvoorraden in plaats van op hun opdracht. De Noordelijke reserves begonnen ook in actie te komen. Generaal-majoor John G. Parke van het IX Corps gaf het bevel aan zijn reserve onder leiding van brigadegeneraal John F. Hartranft om het gat te dichten. Hartranft kon de Zuidelijke eenheden tegen 07.30 uur volledig afschermen. De Noordelijke artillerie richtte nu zijn aandacht op de Zuidelijken die de verschillende batterijen en Fort Stedman bezetten. Tegen 07.45 uur had Hartranft zijn soldaten in positie gebracht en voerde een vernietigende tegenaanval uit tegen de Zuidelijke stellingen.
De aanval op Fort Stedman had geen impact op de Noordelijke stellingen. De Zuidelijken werden gedwongen om hun eigen linies te verplaatsen. Om Gordons aanval genoeg kracht te geven, had Lee zijn eigen rechterflank verzwakt. Het Noordelijke II en VI Corps nam een groot deel van de Zuidelijke voorposten in ten zuidwesten van Petersburg. De achterliggende hoofdlinie werd echter beter verdedigd. De Noordelijke opmars bereidde de weg voor voor Grants doorbraak tijdens de Derde Slag bij Petersburg op 2 april 1865.
De Noordelijken telden 72 doden, 450 gewonden en 522 vermisten of gevangenen. De Zuidelijke verliezen waren zwaarder. Ze telden 600 doden, 2.400 gewonden en 1.000 vermisten of gevangenen. De Zuidelijke posities waren hierdoor verder verzwakt. Na deze slag was de uiteindelijke nederlaag van Lee nog een kwestie van tijd. Zijn laatste poging om de strijd naar zijn hand te zetten, was voorbij.

## Gevolgen

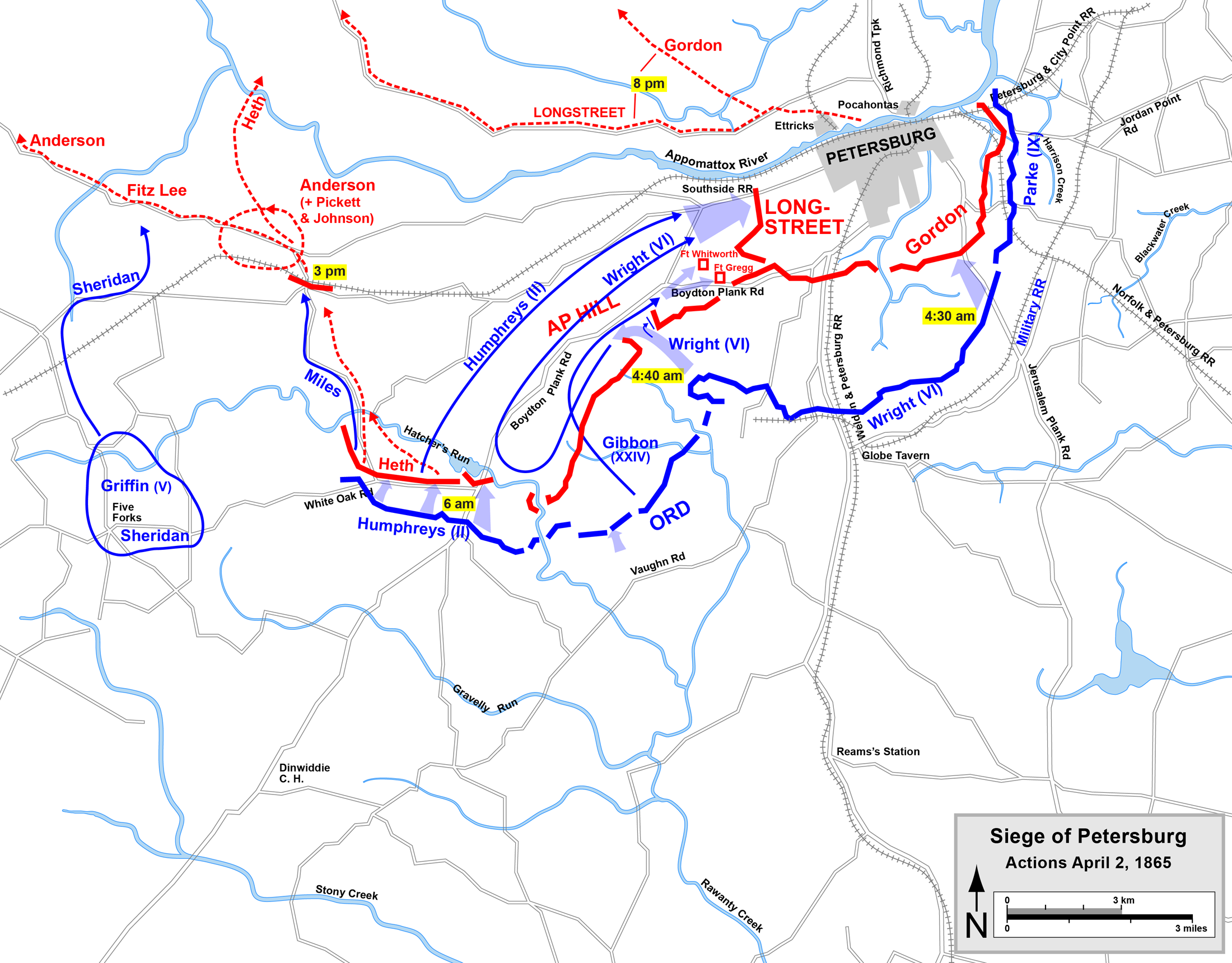
Grants laatste aanvallen en Lees terugtocht (met het begin van de Appomattoxveldtocht)

Na bijna tien maanden strijd rond Petersburg en Richmond was de nederlaag bij Fort Stedman er te veel aan. Dit zou resulteren in de Zuidelijke nederlaag bij Forks op 1 april, de Derde Slag bij Petersburg op 2 april en de overgave van Petersburg in de ochtend en Richmond ’s avonds op 3 april.
Na zijn overwinning bij Five Forks beval Grant een aanval op de volledige Zuidelijke linie in de vroege ochtend van 2 april. Parkes IX Corps viel de oostelijke loopgraven aan, maar ontmoette toch nog hevige tegenstand. Om 05.30 uur op 2 april brak het VI Corps van Wright door langs de Boydton Plank Road linie. Wrights aanval werd gestopt voor Fort Gregg. Gibbon XXIV Corps kwam te hulp en nam Fort Gregg in na een heroïsche Zuidelijke verdediging. De tegenstand in Fort Gregg gaf Lee de nodige tijd om de rest van zijn troepen terug te trekken. Ze vertrokken in westelijke richting om aansluiting te vinden bij de troepen van generaal Joseph E. Johnston in North Carolina. De daaropvolgende Appomattoxveldtocht zou tot Lees overgave leiden op 9 april 1865.
Het beleg van Petersburg was een kostelijke onderneming voor beide zijden geweest. Bij de eerste aanvallen op Petersburg in juni 1864 verloren de Noordelijken 11.386 soldaten tegenover 4.000 Zuidelijken. De volgende maanden tot en met de aanval op Fort Stedman kostte de Noordelijken 42.000 soldaten tegenover 28.000 Zuidelijken.

## Aanbevolen literatuur
- Frassanito, William A. Grant and Lee: The Virginia Campaigns 1864–1865. New York: Scribner, 1983. ISBN 0-684-17873-7.
- Lankford, Nelson. Richmond Burning: The Last Days of the Confederate Capital. New York: Viking, 2002. ISBN 0-670-03117-8.
- Sommers, Richard J. Richmond Redeemed: The Siege at Petersburg. Garden City, NY: Doubleday, 1981. ISBN 0-385-15626-X. Note: Despite the broad title, Sommer's work covers only those battles between September 29 and October 2, 1864.
- Trudeau, Noah Andre. The Last Citadel: Petersburg, Virginia, June 1864 – April 1865. Baton Rouge: Louisiana State University Press, 1991. ISBN 0-8071-1861-3.
- Welcher, Frank J. The Union Army, 1861–1865 Organization and Operations. Vol. 1, The Eastern Theater. Bloomington: Indiana University Press, 1989. ISBN 0-253-36453-1.